# 2008
| [ Edytuj tabelę ]                                                | |
| Prezydent Polski                                                 | - 2005 Lech Kaczyński 2010 |
| Premier Polski                                                   | - 2007 Donald Tusk 2014 |
| Prezydent Abchazji                                               | - 2005 Siergiej Bagapsz 2011 |
| Premier Abchazji                                                 | - 2005 Aleksandr Ankwab 2010 |
| Prezydent Afganistanu                                            | - 2001 Hamid Karzaj 2014 |
| Prezydent Albanii                                                | - 2007 Bamir Topi 2012 |
| Premier Albanii                                                  | - 2005 Sali Berisha 2013 |
| Prezydent Algierii                                               | - 1999 Abd al-Aziz Buteflika 2019 |
| Premier Algierii                                                 | - 2006 Abdelaziz Belkhadem 2008 - 2008 Ahmad Ujahja 2012                                                                                                  |
| Współksiążęta Andory                                             | - 2003 Joan Enric Vives Sicília 2025 - 2007 Nicolas Sarkozy 2012                                                                                          |
| Premier Andory                                                   | - 2005 Albert Pintat Santolària 2009 |
| Prezydent Angoli                                                 | - 1979 José Eduardo dos Santos 2017 |
| Premier Angoli                                                   | - 2002 Fernando da Piedade Dias dos Santos 2008 - 2008 Paulo Kassoma 2010                                                                                 |
| Premier Antigui i Barbudy                                        | - 2004 Baldwin Spencer 2014 |
| Król Arabii Saudyjskiej                                          | - 2005 Abd Allah ibn Abd al-Aziz Al Su’ud 2015 |
| Prezydent Argentyny                                              | - 2007 Cristina Fernández de Kirchner 2015 |
| Prezydent Armenii                                                | - 1998 Robert Koczarian 2008 - 2008 Serż Sarkisjan 2018                                                                                                   |
| Premier Armenii                                                  | - 2007 Serż Sarkisjan 2008 - 2008 Tigran Sarkisjan 2014                                                                                                   |
| Prezydent Autonomii Palestyńskiej                                | - 2005 Mahmud Abbas 2013 |
| Premier Australii                                                | - 2007 Kevin Rudd 2010 |
| Prezydent Austrii                                                | - 2004 Heinz Fischer 2016 |
| Kanclerz Austrii                                                 | - 2007 Alfred Gusenbauer 2008 - 2008 Werner Faymann 2016                                                                                                  |
| Prezydent Azerbejdżanu                                           | - 2003 İlham Əliyev |
| Premier Azerbejdżanu                                             | - 2003 Artur Rasizadə 2018 |
| Premier Bahamów                                                  | - 2007 Hubert Ingraham 2012 |
| Król Bahrajnu                                                    | - 2002 Hamad ibn Isa Al Chalifa |
| Premier Bahrajnu                                                 | - 1970 Chalifa ibn Salman Al Chalifa 2020 |
| Prezydent Bangladeszu                                            | - 2002 Iajuddin Ahmed 2009 |
| Premier Bangladeszu                                              | - 2007 Fakhruddin Ahmed 2009 |
| Premier Barbadosu                                                | - 1994 Owen Arthur 2008 - 2008 David Thompson 2010 |
| Król Belgów                                                      | - 1993 Albert II 2013 |
| Premier Belgii                                                   | - 1999 Guy Verhofstadt 2008 - 2008 Yves Leterme 2008 - 2008 Herman Van Rompuy 2009                                                                        |
| Premier Belize                                                   | - 1998 Said Musa 2008 - 2008 Dean Barrow 2020 |
| Prezydent Beninu                                                 | - 2006 Yayi Boni 2016 |
| Król Bhutanu                                                     | - 2006 Jigme Khesar Namgyel Wangchuck |
| Premier Bhutanu                                                  | - 2007 Kinzang Dorji 2008 - 2008 Jigme Thinley 2013 |
| Prezydent Białorusi                                              | - 1994 Alaksandr Łukaszenka |
| Premier Białorusi                                                | - 2003 Siarhiej Sidorski 2010 |
| Prezydent Boliwii                                                | - 2006 Evo Morales 2019 |
| Przewodniczący Prezydium Bośni i Hercegowiny                     | - 2007 Željko Komšić 2008 - 2008 Haris Silajdžić 2008 - 2008 Nebojša Radmanović 2009                                                                      |
| Premier Bośni i Hercegowiny                                      | - 2007 Nikola Špirić 2012 |
| Prezydent Botswany                                               | - 1998 Festus Mogae 2008 - 2008 Seretse Ian Khama 2018 |
| Prezydent Brazylii                                               | - 2003 Luiz Inácio Lula da Silva 2011 |
| Sułtan Brunei                                                    | - 1967 Hassanal Bolkiah |
| Prezydent Bułgarii                                               | - 2002 Georgi Pyrwanow 2012 |
| Premier Bułgarii                                                 | - 2005 Sergej Staniszew 2009 |
| Prezydent Burkiny Faso                                           | - 1987 Blaise Compaoré 2014 |
| Premier Burkiny Faso                                             | - 2007 Tertius Zongo 2011 |
| Prezydent Burundi                                                | - 2005 Pierre Nkurunziza 2020 |
| Prezydent Chile                                                  | - 2006 Michelle Bachelet 2010 |
| Przewodniczący ChRL                                              | - 2003 Hu Jintao 2013 |
| Premier Chin                                                     | - 2003 Wen Jiabao 2013 |
| Prezydent Chorwacji                                              | - 2000 Stjepan Mesić 2010 |
| Premier Chorwacji                                                | - 2003 Ivo Sanader 2009 |
| Prezydent Cypru                                                  | - 2003 Tasos Papadopulos 2008 - 2008 Dimitris Christofias 2013                                                                                            |
| Prezydent Cypru Północnego                                       | - 2005 Mehmet Ali Talat 2010 |
| Prezydent Czadu                                                  | - 1990 Idriss Déby 2021 |
| Premier Czadu                                                    | - 2007 Delwa Kassiré Koumakoye 2008 - 2008 Youssouf Saleh Abbas 2010                                                                                      |
| Prezydent Czarnogóry                                             | - 2006 Filip Vujanović 2018 |
| Premier Czarnogóry                                               | - 2006 Željko Šturanović 2008 - 2008 Milo Đukanović 2010                                                                                                  |
| Prezydent Czech                                                  | - 2003 Václav Klaus 2013 |
| Premier Czech                                                    | - 2006 Mirek Topolánek 2009 |
| Król Danii                                                       | - 1972 Małgorzata II 2024 |
| Premier Danii                                                    | - 2001 Anders Fogh Rasmussen 2009 |
| Prezydent DR Konga                                               | - 2001 Joseph Kabila 2019 |
| Premier DR Konga                                                 | - 2006 Antoine Gizenga 2008 - 2008 Adolphe Muzito 2012 |
| Dalajlama                                                        | - 1940 Tenzin Gjaco |
| Prezydent Dominikany                                             | - 2004 Leonel Fernández 2012 |
| Prezydent Dominiki                                               | - 2003 Nicholas Liverpool 2012 |
| Premier Dominiki                                                 | - 2004 Roosevelt Skerrit |
| Prezydent Dżibuti                                                | - 1999 Ismail Omar Guelleh |
| Premier Dżibuti                                                  | - 2001 Dileita Mohamed Dileita 2013 |
| Prezydent Egiptu                                                 | - 1981 Husni Mubarak 2011 |
| Premier Egiptu                                                   | - 2004 Ahmad Nazif 2011 |
| Prezydent Ekwadoru                                               | - 2007 Rafael Correa 2017 |
| Prezydent Erytrei                                                | - 1993 Isajas Afewerki |
| Prezydent Estonii                                                | - 2006 Toomas Hendrik Ilves 2016 |
| Premier Estonii                                                  | - 2005 Andrus Ansip 2014 |
| Prezydent Etiopii                                                | - 2001 Gyrma Uelde-Gijorgis 2013 |
| Premier Etiopii                                                  | - 1995 Meles Zenawi 2012 |
| Przew. Komisji Europejskiej                                      | - 2004 José Manuel Durão Barroso (Portugalia) 2014 |
| Prezydent Fidżi                                                  | - 2007 Josefa Iloilo 2009 |
| Premier Fidżi                                                    | - 2007 Frank Bainimarama 2022 |
| Prezydent Filipin                                                | - 2001 Gloria Macapagal-Arroyo 2010 |
| Prezydent Finlandii                                              | - 2000 Tarja Halonen 2012 |
| Premier Finlandii                                                | - 2003 Matti Vanhanen 2010 |
| Prezydent Francji                                                | - 2007 Nicolas Sarkozy 2012 |
| Premier Francji                                                  | - 2007 François Fillon 2012 |
| Prezydent Gabonu                                                 | - 1967 Omar Bongo 2009 |
| Premier Gabonu                                                   | - 2006 Jean-Eyeghe Ndong 2009 |
| Prezydent Gambii                                                 | - 1994 Yahya Jammeh 2017 |
| Prezydent Ghany                                                  | - 2001 John Kufuor 2009 |
| Prezydent Grecji                                                 | - 2005 Karolos Papulias 2015 |
| Premier Grecji                                                   | - 2004 Kostas Karamanlis 2009 |
| Premier Grenady                                                  | - 1995 Keith Mitchell 2008 - 2008 Tillman Thomas 2013 |
| Prezydent Gruzji                                                 | - 2007 Nino Burdżanadze (p.o.) 2008 - 2008 Micheil Saakaszwili 2013                                                                                       |
| Premier Gruzji                                                   | - 2007 Lado Gurgenidze 2008 - 2008 Grigol Mgalobliszwili 2009                                                                                             |
| Prezydent Gujany                                                 | - 1999 Bharrat Jagdeo 2011 |
| Premier Gujany                                                   | - 1999 Samuel Hinds 2015 |
| Prezydent Gwatemali                                              | - 2004 Óscar Berger Perdomo 2008 - 2008 Álvaro Colom 2012                                                                                                 |
| Prezydent Gwinei                                                 | - 1984 Lansana Conté 2008 - 2008 Aboubacar Somparé (p.o.) 2008 - 2008 Moussa Dadis Camara 2009                                                            |
| Premier Gwinei                                                   | - 2007 Lansana Kouyaté 2008 - 2008 Ahmed Tidiane Souaré 2008 - 2008 Kabiné Komara 2010                                                                    |
| Prezydent Gwinei Bissau                                          | - 2005 João Bernardo Vieira 2009 |
| Premier Gwinei Bissau                                            | - 2007 Martinho Ndafa Kabi 2008 - 2008 Carlos Correia 2009                                                                                                |
| Prezydent Gwinei Równikowej                                      | - 1979 Teodoro Obiang Nguema Mbasogo |
| Premier Gwinei Równikowej                                        | - 2006 Ricardo Mangue Obama Nfubea 2008 - 2008 Ignacio Milam Tang 2012                                                                                    |
| Prezydent Haiti                                                  | - 2006 René Préval 2011 |
| Premier Haiti                                                    | - 2006 Jacques-Édouard Alexis 2008 - 2008 Michèle Pierre-Louis 2009                                                                                       |
| Król Hiszpanii                                                   | - 1975 Jan Karol I 2014 |
| Premier Hiszpanii                                                | - 2004 José Luis Rodríguez Zapatero 2011 |
| Król Holandii                                                    | - 1980 Beatrycze 2013 |
| Premier Holandii                                                 | - 2002 Jan Peter Balkenende 2010 |
| Prezydent Hondurasu                                              | - 2006 José Manuel Zelaya Rosales 2009 |
| Najwyższy przywódca Iranu                                        | - 1989 Ali Chamenei |
| Prezydent Iranu                                                  | - 2005 Mahmud Ahmadineżad 2013 |
| Prezydent Iraku                                                  | - 2005 Dżalal Talabani 2014 |
| Premier Iraku                                                    | - 2006 Nuri al-Maliki 2014 |
| Prezydent Indii                                                  | - 2007 Pratibha Patil 2012 |
| Premier Indii                                                    | - 2004 Manmohan Singh 2014 |
| Prezydent Indonezji                                              | - 2004 Susilo Bambang Yudhoyono 2014 |
| Prezydent Irlandii                                               | - 1997 Mary McAleese 2011 |
| Premier Irlandii                                                 | - 1997 Bertie Ahern 2008 - 2008 Brian Cowen 2011 |
| Prezydent Islandii                                               | - 1996 Ólafur Ragnar Grímsson 2016 |
| Premier Islandii                                                 | - 2006 Geir Haarde 2009 |
| Prezydent Izraela                                                | - 2007 Szimon Peres 2014 |
| Premier Izraela                                                  | - 2006 Ehud Olmert 2009 |
| Premier Jamajki                                                  | - 2007 Bruce Golding 2011 |
| Cesarz Japonii                                                   | - 1989 Akihito 2019 |
| Premier Japonii                                                  | - 2007 Yasuo Fukuda 2008 - 2008 Tarō Asō 2009 |
| Prezydent Jemenu                                                 | - 1990 Ali Abd Allah Salih 2012 |
| Król Jordanii                                                    | - 1999 Abd Allah II |
| Premier Jordanii                                                 | - 2007 Nadir az-Zahabi 2009 |
| Król Kambodży                                                    | - 2004 Norodom Sihamoni |
| Premier Kambodży                                                 | - 1993 Hun Sen 2023 |
| Prezydent Kamerunu                                               | - 1982 Paul Biya |
| Premier Kamerunu                                                 | - 2004 Ephraïm Inoni 2009 |
| Premier Kanady                                                   | - 2006 Stephen Harper 2015 |
| Prezydent Górskiego Karabachu                                    | - 2007 Bako Sahakian 2020 |
| Emir Kataru                                                      | - 1995 Hamad ibn Chalifa 2013 |
| Premier Kataru                                                   | - 2007 Hamad ibn Dżasim ibn Dżabr 2013 |
| Prezydent Kazachstanu                                            | - 1991 Nursułtan Nazarbajew 2019 |
| Premier Kazachstanu                                              | - 2007 Karim Masimow 2012 |
| Prezydent Kenii                                                  | - 2002 Mwai Kibaki 2013 |
| Prezydent Kirgistanu                                             | - 2005 Kurmanbek Bakijew 2010 |
| Premier Kirgistanu                                               | - 2007 Ałmazbek Atambajew 2008 - 2007 Igor Czudinow 2009                                                                                                  |
| Prezydent Kolumbii                                               | - 2002 Álvaro Uribe Vélez 2010 |
| Prezydent Konga                                                  | - 1997 Denis Sassou-Nguesso |
| Premier Konga                                                    | - 2005 Isidore Mvouba 2009 |
| Patriarcha Konstantynopola                                       | - 1991 Bartłomiej I |
| Prezydent Korei Południowej                                      | - 2003 Roh Moo-hyun 2008 - 2008 Lee Myung-bak 2013 |
| Premier Korei Południowej                                        | - 2007 Han Duck-soo 2008 - 2008 Han Seung-soo 2009 |
| Prezydent KRLD                                                   | - 1998 Kim Il Sŏng („Wieczny Prezydent”) 2019 |
| Najwyższy Przywódca KRLD                                         | - 1994 Kim Dzong Il 2011 |
| Premier KRLD                                                     | - 2007 Kim Yŏng Il 2010 |
| Prezydent Kosowa                                                 | - 2008 Fatmir Sejdiu 2010 |
| Premier Kosowa                                                   | - 2008 Hashim Thaçi 2014 |
| Prezydent Kostaryki                                              | - 2006 Óscar Arias Sánchez 2010 |
| Przewodniczący Rady Państwa Kuby                                 | - 1976 Fidel Castro 2008 - 2008 Raúl Castro 2018 |
| Emir Kuwejtu                                                     | - 2006 Sabah IV 2020 |
| Premier Kuwejtu                                                  | - 2006 Nasir al-Muhammad al-Ahmad as-Sabah 2011 |
| Prezydent Laosu                                                  | - 2006 Choummaly Sayasone 2016 |
| Król Lesotho                                                     | - 1996 Letsie III |
| Premier Lesotho                                                  | - 1998 Pakalitha Mosisili 2012 |
| Prezydent Libanu                                                 | - 2007 Fouad Siniora (p.o.) 2008 - 2008 Michel Sulaiman 2014                                                                                              |
| Premier Libanu                                                   | - 2005 Fouad Siniora 2009 |
| Prezydent Liberii                                                | - 2006 Ellen Johnson-Sirleaf 2018 |
| Przywódca Libii                                                  | - 1969 Mu’ammar al-Kaddafi 2011 |
| Premier Libii                                                    | - 2006 Al-Baghdadi Ali al-Mahmudi 2011 |
| Sekretarz generalny PKL Libii                                    | - 1992 Az-Zanati Imhammad az-Zanati 2008 - 2008 Miftah Muhammad Ku’ajba 2009                                                                              |
| Książę Liechtensteinu                                            | - 1989 Jan Adam II |
| Premier Liechtensteinu                                           | - 2001 Otmar Hasler 2009 |
| Prezydent Litwy                                                  | - 2004 Valdas Adamkus 2009 |
| Premier Litwy                                                    | - 2006 Gediminas Kirkilas 2008 - 2008 Andrius Kubilius 2012                                                                                               |
| Wielki książę Luksemburga                                        | - 2000 Henryk |
| Premier Luksemburga                                              | - 1995 Jean-Claude Juncker 2013 |
| Prezydent Łotwy                                                  | - 2007 Valdis Zatlers 2011 |
| Premier Łotwy                                                    | - 2007 Ivars Godmanis 2009 |
| Prezydent Macedonii                                              | - 2004 Branko Crwenkowski 2009 |
| Premier Macedonii                                                | - 2006 Nikoła Gruewski 2016 |
| Prezydent Madagaskaru                                            | - 2002 Marc Ravalomanana 2009 |
| Premier Madagaskaru                                              | - 2007 Charles Rabemananjara 2009 |
| Prezydent Malawi                                                 | - 2004 Bingu wa Mutharika 2012 |
| Prezydent Malediwów                                              | - 1978 Maumun ̓Abdul Gajum 2008 - 2008 Mohamed Nasheed 2012                                                                                                |
| Król Malezji                                                     | - 2006 Tuanku Mizan Zainal Abidin 2011 - 2006 Tuanku Abdul Halim 2011                                                                                     |
| Premier Malezji                                                  | - 2003 Abdullah Ahmad Badawi 2009 |
| Prezydent Mali                                                   | - 2002 Amadou Toumani Touré 2012 |
| Premier Mali                                                     | - 2007 Modibo Sidibé 2011 |
| Prezydent Malty                                                  | - 2004 Edward Fenech Adami 2009 |
| Premier Malty                                                    | - 2004 Lawrence Gonzi 2013 |
| Król Maroka                                                      | - 1999 Muhammad VI |
| Premier Maroka                                                   | - 2007 Abbas al-Fasi 2011 |
| Prezydent Mauretanii                                             | - 2007 Sidi uld Szajch Abdallahi 2008 - 2008 Muhammad uld Abd al-Aziz 2009                                                                                |
| Premier Mauretanii                                               | - 2007 Zin uld Zidan 2008 - 2008 Jahja uld Ahmad al-Waghaf 2008 - 2008 Muhammad uld Abd al-Aziz (p.o.) 2008 - 2008 Maulaj uld Muhammad al-Aghzaf 2014     |
| Prezydent Mauritiusa                                             | - 2003 Anerood Jugnauth 2012 |
| Premier Mauritiusa                                               | - 2005 Navin Ramgoolam 2014 |
| Prezydent Meksyku                                                | - 2006 Felipe Calderón 2012 |
| Prezydent Mikronezji                                             | - 2007 Manny Mori 2015 |
| Przewodniczący Państwowej Rady Pokoju i Rozwoju Mjanmy           | - 1997 Than Shwe 2011 |
| Premier Mjanmy                                                   | - 2007 Thein Sein 2011 |
| Prezydent Mołdawii                                               | - 2001 Vladimir Voronin 2009 |
| Premier Mołdawii                                                 | - 2001 Vasile Tarlev 2008 - 2008 Zinaida Greceanîi 2009                                                                                                   |
| Książę Monako                                                    | - 2005 Albert II |
| Minister stanu Monako                                            | - 2005 Jean-Paul Proust 2010 |
| Prezydent Mongolii                                               | - 2005 Nambaryn Enchbajar 2009 |
| Premier Mongolii                                                 | - 2007 Sandżaagijn Bajar 2009 |
| Prezydent Mozambiku                                              | - 2005 Armando Guebuza 2015 |
| Premier Mozambiku                                                | - 2004 Luisa Diogo 2010 |
| Prezydent Naddniestrza                                           | - 1991 Igor Smirnow 2011 |
| Prezydent Namibii                                                | - 2005 Hifikepunye Pohamba 2015 |
| Premier Namibii                                                  | - 2005 Nahas Angula 2012 |
| Sekretarz generalny NATO                                         | - 2004 Jaap de Hoop Scheffer (Holandia) 2009 |
| Prezydent Nauru                                                  | - 2007 Marcus Stephen 2011 |
| Król Nepalu                                                      | - 2001 Gyanendra 2008 |
| Prezydent Nepalu                                                 | - 2008 Ram Baran Yadav 2015 |
| Premier Nepalu                                                   | - 2006 Girija Prasad Koirala 2008 - 2008 Pushpa Kamal Dahal 2009                                                                                          |
| Prezydent Niemiec                                                | - 2004 Horst Köhler 2010 |
| Kanclerz Niemiec                                                 | - 2005 Angela Merkel 2021 |
| Prezydent Nigru                                                  | - 1999 Mamadou Tandja 2010 |
| Premier Nigru                                                    | - 2007 Seyni Oumarou 2009 |
| Prezydent Nigerii                                                | - 2007 Umaru Yar’Adua 2010 |
| Prezydent Nikaragui                                              | - 2007 Daniel Ortega 2025 |
| Król Norwegii                                                    | - 1991 Harald V |
| Premier Norwegii                                                 | - 2005 Jens Stoltenberg 2013 |
| Premier Nowej Zelandii                                           | - 1999 Helen Clark 2008 - 2008 John Key 2016 |
| Prezydent Osetii Południowej                                     | - 2001 Eduard Kokojty 2011 |
| Sułtan Omanu                                                     | - 1970 Kabus ibn Sa’id 2020 |
| Sekretarz generalny ONZ                                          | - 2007 Ban Ki-moon (Korea Południowa) 2016 |
| Prezydent Pakistanu                                              | - 2001 Pervez Musharraf 2008 - 2008 Asif Ali Zardari 2013                                                                                                 |
| Premier Pakistanu                                                | - 2007 Muhammad Mian Soomro (p.o.) 2008 - 2008 Yousaf Raza Gilani 2012                                                                                    |
| Prezydent Palau                                                  | - 2001 Tommy Remengesau 2009 |
| Prezydent Panamy                                                 | - 2004 Martín Torrijos 2009 |
| Papież                                                           | - 2005 Benedykt XVI 2013 |
| Premier Papui-Nowej Gwinei                                       | - 2002 Michael Somare 2011 |
| Prezydent Paragwaju                                              | - 2003 Nicanor Duarte Frutos 2008 - 2008 Fernando Lugo 2012                                                                                               |
| Prezydent Peru                                                   | - 2006 Alan García Pérez 2011 |
| Premier Peru                                                     | - 2006 Jorge del Castillo 2008 - 2008 Yehude Simon 2009                                                                                                   |
| Prezydent Południowej Afryki                                     | - 1999 Thabo Mbeki 2008 - 2008 Kgalema Motlanthe 2009 |
| Prezydent Portugalii                                             | - 2006 Aníbal Cavaco Silva 2016 |
| Premier Portugalii                                               | - 2005 José Sócrates 2011 |
| Sekretarz generalny Rady Europy                                  | - 2004 Terry Davis (Wielka Brytania) 2009 |
| Prezydent Republiki Środkowoafrykańskiej                         | - 2003 François Bozizé 2013 |
| Premier Republiki Środkowoafrykańskiej                           | - 2005 Élie Doté 2008 - 2008 Faustin-Archange Touadéra 2013                                                                                               |
| Prezydent Republiki Zielonego Przylądka                          | - 2001 Pedro Pires 2011 |
| Premier Republiki Zielonego Przylądka                            | - 2001 José Maria Neves 2016 |
| Prezydent Rosji                                                  | - 1999 Władimir Putin 2008 - 2008 Dmitrij Miedwiediew 2012                                                                                                |
| Premier Rosji                                                    | - 2007 Wiktor Zubkow 2008 - 2008 Władimir Putin 2012 |
| Prezydent Rumunii                                                | - 2007 Traian Băsescu 2012 |
| Premier Rumunii                                                  | - 2004 Călin Popescu-Tăriceanu 2008 - 2008 Emil Boc 2012                                                                                                  |
| Prezydent Rwandy                                                 | - 2000 Paul Kagame |
| Premier Rwandy                                                   | - 2000 Bernard Makuza 2011 |
| Premier Saint Kitts i Nevis                                      | - 1995 Denzil Douglas 2015 |
| Premier Saint Lucia                                              | - 2007 Stephenson King 2011 |
| Premier Saint Vincent i Grenadyn                                 | - 2001 Ralph Gonsalves |
| Prezydent Salwadoru                                              | - 2004 Antonio Saca 2009 |
| O le Ao o le Malo Samoa                                          | - 2007 Tupua Tamasese Tupuola Tufuga Efi 2017 |
| Premier Samoa                                                    | - 1998 Tuilaʻepa Sailele Malielegaoi 2021 |
| Kapitanowie Regenci San Marino                                   | - 2007 Alberto Selva Mirko Tomassoni 2008 - 2008 Rosa Zafferani Federico Pedini Amati 2008 - 2008 Assunta Meloni Ernesto Benedettini 2009                 |
| Sekretarz Stanu do spraw Politycznych i Zagranicznych San Marino | - 2006 Fiorenzo Stolfi 2008 - 2008 Antonella Mularoni 2012                                                                                                |
| Prezydent Senegalu                                               | - 2000 Abdoulaye Wade 2012 |
| Premier Senegalu                                                 | - 2007 Cheikh Hadjibou Soumaré 2009 |
| Prezydent Serbii                                                 | - 2006 Boris Tadić 2012 |
| Premier Serbii                                                   | - 2006 Vojislav Koštunica 2008 - 2008 Mirko Cvetković 2012                                                                                                |
| Prezydent Seszeli                                                | - 2004 James Michel 2016 |
| Prezydent Sierra Leone                                           | - 2007 Ernest Bai Koroma 2018 |
| Prezydent Singapuru                                              | - 1999 S.R. Nathan 2011 |
| Premier Singapuru                                                | - 2004 Lee Hsien Loong 2024 |
| Prezydent Słowacji                                               | - 2004 Ivan Gašparovič 2014 |
| Premier Słowacji                                                 | - 2006 Robert Fico 2010 |
| Prezydent Słowenii                                               | - 2007 Danilo Türk 2012 |
| Premier Słowenii                                                 | - 2004 Janez Janša 2008 - 2008 Borut Pahor 2012 |
| Prezydent Somalii                                                | - 2004 Abdullahi Jusuf 2008 - 2008 Adan Mohamed Nuur Madobe (p.o.) 2009                                                                                   |
| Premier Somalii                                                  | - 2007 Nur Hassan Hussein 2009 |
| Prezydent Sri Lanki                                              | - 2005 Mahinda Rajapaksa 2015 |
| Premier Sri Lanki                                                | - 2005 Ratnasiri Wickremanayake 2010 |
| Król Suazi                                                       | - 1986 Ntombi (współpanująca) 2018 - 1986 Mswati III 2018                                                                                                 |
| Premier Suazi                                                    | - 2003 Absalom Themba Dlamini 2008 - 2008 Bheki Dlamini (p.o.) 2008 - 2008 Barnabas Sibusiso Dlamini 2018                                                 |
| Prezydent Sudanu                                                 | - 1989 Umar al-Baszir 2019 |
| Prezydent Surinamu                                               | - 2000 Ronald Venetiaan 2010 |
| Prezydent Syrii                                                  | - 2000 Baszszar al-Asad 2024 |
| Premier Syrii                                                    | - 2003 Muhammad Nadżi al-Utri 2011 |
| Prezydent Szwajcarii                                             | - 2008 Pascal Couchepin 2008 |
| Król Szwecji                                                     | - 1973 Karol XVI Gustaw |
| Premier Szwecji                                                  | - 2006 Fredrik Reinfeldt 2014 |
| Prezydent Tadżykistanu                                           | - 1994 Emomali Rahmon |
| Premier Tadżykistanu                                             | - 1999 Okil Okilow 2013 |
| Król Tajlandii                                                   | - 1946 Bhumibol Adulyadej 2016 |
| Premier Tajlandii                                                | - 2006 Surayud Chulanont 2008 - 2008 Samak Sundaravej 2008 - 2008 Somchai Wongsawat 2008 - 2008 Chaovarat Chanweerakul 2008 - 2008 Abhisit Vejjajiva 2011 |
| Prezydent Tajwanu                                                | - 2000 Chen Shui-bian 2008 - 2008 Ma Ying-jeou 2016 |
| Prezydent Tanzanii                                               | - 2005 Jakaya Kikwete 2015 |
| Premier Tanzanii                                                 | - 2005 Edward Lowassa 2008 - 2008 Mizengo Pinda 2015 |
| Prezydent Timoru Wschodniego                                     | - 2007 José Ramos-Horta 2012 - 2008 Vicente Guterres (p.o.) 2008 - 2008 Fernando de Araujo (p.o.) 2008                                                    |
| Premier Timoru Wschodniego                                       | - 2007 Xanana Gusmão 2015 |
| Prezydent Togo                                                   | - 2005 Faure Gnassingbé 2025 |
| Premier Togo                                                     | - 2007 Komlan Mally 2008 - 2008 Gilbert Houngbo 2012 |
| Król Tonga                                                       | - 2006 Jerzy Tupou V 2012 |
| Premier Tonga                                                    | - 2006 Feleti Sevele 2010 |
| Prezydent Trynidadu i Tobago                                     | - 2003 George Maxwell Richards 2013 |
| Premier Trynidadu i Tobago                                       | - 2001 Patrick Manning 2010 |
| Prezydent Tunezji                                                | - 1987 Zajn al-Abidin ibn Ali 2011 |
| Premier Tunezji                                                  | - 1999 Muhammad al-Ghannuszi 2011 |
| Prezydent Turcji                                                 | - 2007 Abdullah Gül 2014 |
| Premier Turcji                                                   | - 2003 Recep Tayyip Erdoğan 2014 |
| Prezydent Turkmenistanu                                          | - 2006 Gurbanguly Berdimuhamedow 2022 |
| Prezydent Ugandy                                                 | - 1986 Yoweri Museveni |
| Premier Ugandy                                                   | - 1999 Apolo Nsibambi 2011 |
| Prezydent Ukrainy                                                | - 2005 Wiktor Juszczenko 2010 |
| Premier Ukrainy                                                  | - 2007 Julia Tymoszenko 2010 |
| Prezydent Urugwaju                                               | - 2005 Tabaré Vázquez 2010 |
| Prezydent USA                                                    | - 2001 George W. Bush 2009 |
| Prezydent Uzbekistanu                                            | - 1991 Islom Karimov 2016 |
| Premier Uzbekistanu                                              | - 2003 Shavkat Mirziyoyev 2016 |
| Prezydent Vanuatu                                                | - 2004 Kalkot Mataskelekele 2009 |
| Premier Vanuatu                                                  | - 2004 Ham Lini 2008 - 2008 Edward Natapei 2009 |
| Prezydent Wenezueli                                              | - 1999 Hugo Chávez 2013 |
| Prezydent Węgier                                                 | - 2005 László Sólyom 2010 |
| Premier Węgier                                                   | - 2004 Ferenc Gyurcsány 2009 |
| Monarcha Wielkiej Brytanii                                       | - 1952 Elżbieta II 2022 |
| Premier Wielkiej Brytanii                                        | - 2007 Gordon Brown 2010 |
| Prezydent Wietnamu                                               | - 2006 Nguyễn Minh Triết 2011 |
| Premier Wietnamu                                                 | - 2006 Nguyễn Tấn Dũng 2016 |
| Prezydent Włoch                                                  | - 2006 Giorgio Napolitano 2015 |
| Premier Włoch                                                    | - 2006 Romano Prodi 2008 - 2008 Silvio Berlusconi 2011 |
| Prezydent WKS                                                    | - 2000 Laurent Gbagbo 2011 |
| Premier WKS                                                      | - 2007 Guillaume Soro 2012 |
| Prezydent Wysp Marshalla                                         | - 2000 Kessai Note 2008 - 2008 Litokwa Tomeing 2009 |
| Prezydent Wysp Świętego Tomasza i Książęcej                      | - 2003 Fradique de Menezes 2011 |
| Prezydent Zambii                                                 | - 2002 Levy Mwanawasa 2008 - 2008 Rupiah Banda 2011 |
| Prezydent Zimbabwe                                               | - 1987 Robert Mugabe 2017 |
| Prezydent ZEA                                                    | - 2004 Chalifa ibn Zajid Al Nahajjan 2022 |
| Premier ZEA                                                      | - 2006 Muhammad ibn Raszid al-Maktum |

Rok 2008 / MMVIII
stulecia: XX wiek ~
XXI wiek ~
XXII wiek

dziesięciolecia:
1970–1979 •
1980–1989 •
1990–1999 •
2000–2009
• 2010–2019
• 2020–2029

lata: 1998 «
2003 «
2004 «
2005 «
2006 «
2007 «
2008
» 2009
» 2010
» 2011
» 2012
» 2013
» 2018

## Rok 2008 ogłoszono
- Rokiem Andrzeja i Olgi Małkowskich
- Rokiem Zbigniewa Herberta
- Europejskim Rokiem Dialogu Międzykulturowego[1]
- Międzynarodowym Rokiem Ziemi(inne języki)[2]
- Międzynarodowym Rokiem Języków przez ONZ
- Rokiem Przyrody w PTTK
- Rokiem Glenna Goulda – przez Fundację Glenna Goulda (trwa do 1 września)
- Nadzwyczajnym Jubileuszowym Rokiem Świętego Pawła – przez Papieża Benedykta XVI (trwa od 28 czerwca 2008 do 29 czerwca 2009)[3]

## Wydarzenia w Polsce

### Styczeń
- 1 stycznia – Boguchwała odzyskała prawa miejskie utracone w 1772 roku[4]. Stała się 892. miastem Polski.
- 13 stycznia – 16. finał Wielkiej Orkiestry Świątecznej Pomocy. Zebrano 32 mln zł.
- 14 stycznia – Rada Gabinetowa o sytuacji w służbie zdrowia.
- 18 stycznia – prezydent Lech Kaczyński dokonał otwarcia przebudowanej kolei linowej na Kasprowym Wierchu.
- 21 stycznia:
  - tzw. „biały szczyt” – spotkanie polityków z lekarzami nt. reformy systemu i podwyżek.
  - została ujawniona seksafera w olsztyńskim magistracie.
- 23 stycznia – katastrofa lotnicza w Mirosławcu, w wyniku której zginęło 20 wysokich rangą polskich żołnierzy.
- 24 stycznia – prezydent RP Lech Kaczyński, w związku z katastrofą lotniczą pod Mirosławcem, ogłosił trzydniową żałobę narodową.
- 26–27 stycznia – nad Polską przeszedł orkan Paula, zginęła 1 osoba, szkody materialne.
- 31 stycznia – zakończył się trwający 46 dni strajk okupacyjny górników w KWK „Budryk” w Ornontowicach.

### Luty
- 19 lutego – utworzenie Aglomeracji Kalisko-Ostrowskiej.
- 22–23 lutego – nad Polską przeszedł orkan Zizi, wyrządzając duże szkody materialne.
- 26 lutego – polski rząd uznał niepodległość Kosowa.

### Marzec
- 1 marca:
  - w Krakowie prof. Edward Malec, światowej sławy polski kardiochirurg, otrzymał Order Uśmiechu.
  - w Białymstoku odnotowano rekordowo niskie ciśnienie atmosferyczne (962 hPa).
- 1–2 marca – nad Polską przeszedł orkan Emma, wyrządzając duże szkody materialne.
- 8 marca – wskutek przekształcenia istniejącego od 1955 roku Archiwum Dokumentacji Mechanicznej powstało Narodowe Archiwum Cyfrowe.
- 10 marca – Husni Mubarak jako pierwszy prezydent Egiptu złożył wizytę w Polsce.
- 12 marca – Śląski Uniwersytet Medyczny w Katowicach uruchomił pierwszy w kraju program świadomej donacji zwłok.
- 29 marca:
  - w Słupsku i Redzikowie doszło do protestów przeciwko instalacji w Polsce amerykańskiej tarczy antyrakietowej.
  - na lotniczych przejściach granicznych zaczął obowiązywać Układ z Schengen.
  - wystartowała górnośląska regionalna stacja telewizyjna TVS.
- 30 marca – zniesienie kontroli granicznych na lotniskach dla pasażerów lecących do innych krajów strefy Schengen.
- 31 marca – zakończył się proces zabójców Krzysztofa Olewnika.

### Kwiecień
- 1 kwietnia:
  - Sejm Rzeczypospolitej Polskiej przyjął ustawę o ratyfikacji Traktatu lizbońskiego.
  - „książeczkowe” dowody osobiste nieważne na terenie Rzeczypospolitej.
- 7 kwietnia – otwarto Skansen w Wolinie.
- 8 kwietnia – awaria energetyczna w Szczecinie i okolicy na skutek obfitych opadów śniegu.
- 14 kwietnia – w Teatrze Narodowym wręczono Polskie Nagrody Filmowe za rok 2007; w kategorii najlepszy film nagrodzony został Katyń Andrzeja Wajdy.
- 22 kwietnia – po rozpadzie Lewicy i Demokratów powołano Lewicę.
- 23 kwietnia – otwarto stację warszawskiego metra A20 Słodowiec.
- 26 kwietnia – odbył się ingres nowego metropolity gdańskiego Sławoja Leszka Głódzia.

### Maj
- 16 maja – weto prezydenta ws. ustawy mediowej.
- 18 maja – trąba powietrzna przeszła nad miejscowością Bolęcin, duże szkody materialne.
- 24 maja–1 czerwca – Międzynarodowy festiwal graffiti „Outline Colour Festival” w Łodzi[5].
- 26–29 maja – polsko-indyjskie rozmowy gospodarcze w Nowym Delhi.
- 27 maja – ogólnopolskie protesty nauczycieli w 2/3 szkół. Nauczyciele domagali się wcześniejszych emerytur i wyższych zarobków.
- 28 maja:
  - wizyta francuskiego prezydenta Nicolasa Sarkozy’ego w Polsce.
  - odbył się koncert zespołu Metallica na Stadionie Śląskim w Chorzowie.
- 30–31 maja – IV Ogólnopolski Zlot Szkół i Placówek im. Kawalerów Orderu Uśmiechu w Głogowie.
- 31 maja – Grzegorz Napieralski wybrany przewodniczącym Sojuszu Lewicy Demokratycznej.

### Czerwiec
- 1 czerwca – we wsi Izdebki oddano do użytku pierwszy obiekt sportowy wybudowany w ramach programu Orlik 2012.
- 3 czerwca – strajk Poczty Polskiej.
- 4 czerwca – w kopalni Borynia w Jastrzębie-Zdroju wybuchł metan. Zginęło sześciu górników, a osiemnastu zostało rannych.
- 6 czerwca – Sławomir Mrożek ponownie wyjechał z Polski i osiedlił się we francuskiej Nicei.
- 7 czerwca – telewizja Polsat News rozpoczęła nadawanie.
- 18 czerwca – w Warszawie dr Helena Pyz z Indii, na świecie nazywana „matką dzieci trędowatych”, otrzymała Order Uśmiechu.
- 25 czerwca – Bohdan Zdziennicki został powołany na szóstego prezesa Trybunału Konstytucyjnego.
- 28 czerwca:
  - Arcybiskup Henryk Hoser objął urząd biskupa ordynariusza diecezji warszawsko-praskiej.
  - w ramach trasy Taking Chances World Tour na krakowskich Błoniach odbył się koncert Céline Dion.

### Lipiec
- 1 lipca – oddanie do eksploatacji Łódzkiego Tramwaju Regionalnego.
- 4 lipca – w kopalni Wesoła doszło do osunięcia się skał. Zginął 1 górnik.
- 5 lipca – koncert pop-rockowej gwiazdy Avril Lavigne w Hali Stulecia we Wrocławiu.
- 8 lipca – w Bydgoszczy rozpoczęły się Mistrzostwa Świata Juniorów w Lekkoatletyce 2008.
- 11 lipca:
  - otwarto most im. Jana Pawła II w Puławach.
  - koncert Nelly Furtado w Poznaniu w ramach obchodzonego Roku Klimatu i Środowiska. Koncert odbył się na Poznańskiej Malcie.
- 13 lipca:
  - Bronisław Geremek zginął w wypadku samochodowym w Miedzichowie na Krajowej Dwójce, pogrzeb odbył się 21 lipca na Warszawskich Powązkach.
  - po remoncie otwarto Krakowskie Przedmieście w Warszawie.
- 21 lipca – rekordowy kurs złotego: dolar po 2,02 zł, euro 3,21 zł.
- 23 lipca:
  - Sejm Rzeczypospolitej Polskiej powołał Marka Michalaka na Rzecznika Praw Dziecka;
  - podtopienie Zakopanego i innych miejscowości południowo-wschodniej Polski.
- 25 lipca – Marek Michalak został Rzecznikiem Praw Dziecka.

### Sierpień
- 6 sierpnia:
  - rozpoczęto nadawanie kanału TVP HD w wysokiej rozdzielczości.
  - wskutek powodzi w Tatrzańskim Parku Narodowym, granica polsko-słowacka przesunęła się o kilkadziesiąt metrów, powiększając terytorium Polski o 2,5 ha.
- 7 sierpnia – zespół Iron Maiden zagrał koncert w Warszawie na stadionie WKS Gwardia.
- 8 sierpnia – nad woj. warmińsko-mazurskim przeszła trąba powietrzna.
- 14 sierpnia – Polska i Stany Zjednoczone parafowały umowę w sprawie umieszczenia w Polsce elementów amerykańskiej tarczy antyrakietowej.
- 15–16 sierpnia – trąby powietrzne o sile tornada spustoszyły wiele regionów Polski, zginęły 4 osoby, wiele miejscowości zostało doszczętnie zniszczonych.
- 20 sierpnia – sekretarz stanu Condoleezza Rice i minister spraw zagranicznych Radosław Sikorski podpisali umowę w sprawie lokalizacji w Polsce elementów amerykańskiej tarczy antyrakietowej.
- 22 sierpnia – polska premiera iPhone 3G przedsiębiorstwa Apple.

### Wrzesień
- 9 września – rząd przyjmuje projekt budżetu na rok 2009, zakładający wzrost PKB o 4,8% i deficyt ograniczony do 18 mld zł.
- 14–20 września – 65. edycja Tour de Pologne.
- 25 września – Polska przystąpiła do Międzynarodowej Agencji Energetycznej.
- 29 września – rozpoczęła się budowa Stadionu Narodowego w Warszawie.

### Październik
- 6 października – uruchomiono kanały telewizyjne Polsat Café i Polsat Play.
- 11 października – uruchomienie nadajnika TVP Kraków dla widzów z północnej i zachodniej Małopolski na kanale 42.
- 17 października – zakończenie budowy I etapu autostrady A1 Rusocin-Nowe Marzy.
- 25 października – w Warszawie otwarto ostatnie stacje I linii metra[6].
- 28 października – podczas prac budowlanych w Malborku odkryto pochodzący z czasów II wojny światowej masowy grób 2116 osób.
- 29 października – upadły zakłady Jelcz. Wyprodukowany został ostatni autobus marki Jelcz, był nim Jelcz M083C Libero przeznaczony dla MPK Kraków.
- 30 października – Grzegorz Lato zostaje wybrany prezesem PZPN.

### Listopad
- 11 listopada – 90. rocznica odzyskania niepodległości.
- 26 listopada:
  - szczątki generała Władysława Sikorskiego, ekshumowane na wniosek IPN, ponownie spoczęły w krypcie św. Leonarda na Wawelu.
  - w Pile otwarto centrum handlowo-rozrywkowe Atrium Kasztanowa.
- 27 listopada – światowy kryzys finansowy: Rada Polityki Pieniężnej rozpoczyna cykl obniżek stóp procentowych. Podstawowa stopa referencyjna spadła z 6 do 3,5% pod koniec czerwca 2009 r.
- 28 listopada – premiera filmu Mała Moskwa.
- 30 listopada – światowy kryzys finansowy: premier przedstawił wart 91 mld zł Plan Stabilności i Rozwoju, który ma ochronić Polskę przed skutkami światowego kryzysu.

### Grudzień
- 1–12 grudnia – Szczyt Klimatyczny ONZ w Poznaniu.
- 5 grudnia – w Gdańsku rozpoczęły się obchody jubileuszu 25-lecia przyznania Lechowi Wałęsie Pokojowej Nagrody Nobla.
- 8 grudnia – Dalajlama XIV odebrał w Krakowie doktorat honoris causa Uniwersytetu Jagiellońskiego.
- 11 grudnia:
  - historyczny zespół miasta Poznania został uznany za pomnik historii.
  - otwarto Tunel Krakowskiego Szybkiego Tramwaju.
- 13 grudnia – uroczyście otwarto nowy gmach Opery Krakowskiej.
- 26 grudnia – wielki pożar w centrum handlowym M1 w Zabrzu. Nikt nie zginął. Spłonęło 12 tysięcy metrów kwadratowych hali[7].

## Wydarzenia na świecie

### Styczeń
- 1 stycznia:
  - Słowenia objęła prezydencję w Radzie Unii Europejskiej jako pierwszy kraj spośród nowych członków.
  - Cypr i Malta przystąpiły do strefy euro.
- 2 stycznia – na nowojorskiej giełdzie towarowej NYMEX cena baryłki ropy naftowej po raz pierwszy w historii przekroczyła 100 dolarów.
- 3 stycznia – 6 osób zginęło, a 68 zostało rannych w zamachu bombowym na konwój wojskowy w mieście Diyarbakır w południowo-wschodniej Turcji.
- 4 stycznia – odwołano Rajd Dakar z obawy przed atakami terrorystycznymi w Mauretanii.
- 5 stycznia – urzędujący prezydent Micheil Saakaszwili wygrał w pierwszej turze wybory prezydenckie w Gruzji.
- 7 stycznia:
  - wybory prezydenckie na Wyspach Marshalla wygrał Litokwa Tomeing.
  - pierwszy raz w historii odwołano ceremonię wręczenia Złotych Globów, laureaci nagrody zostali ogłoszeni na konferencji prasowej.
- 8 stycznia – 15-letni skaut powstrzymał uzbrojonego w nóż zamachowca, który na wyspie Hoarafushi usiłował zamordować prezydenta Malediwów Maumoona Abdula Gayooma.
- 9 stycznia – Hashim Thaçi został premierem Kosowa.
- 10 stycznia:
  - 19 osób, w tym 16 policjantów zginęło w samobójczym zamachu w pakistańskim mieście Lahaur.
  - premiera indyjskiego mikrosamochodu Tata Nano, najtańszego samochodu na świecie.
- 11 stycznia – w Redfield w stanie Arkansas zawalił się maszt radiowy KATV Tower (609,6 m).
- 12 stycznia – w Chorwacji powstał drugi rząd Iva Sanadera.
- 14 stycznia:
  - Álvaro Colom został prezydentem Gwatemali.
  - amerykańska sonda MESSENGER zbliżyła się do Merkurego na odległość 200 km. Był to pierwszy przelot sondy w pobliżu tej planety od 33 lat.
- 17 stycznia – miała miejsce katastrofa lotu British Airways 38 na lotnisku Heathrow w Londynie.
- 19 stycznia:
  - odbyły się wybory parlamentarne na Wyspach Owczych.
  - hiszpański duchowny Adolfo Nicolás został generałem zakonu jezuitów.
- 20 stycznia:
  - Micheil Saakaszwili został po raz drugi prezydentem Gruzji.
  - w Serbii odbyły się wybory prezydenckie.
- 21 stycznia – na Alasce zmarła Marie Smith, ostatnia osoba posługująca się językiem eyak.
- 22 stycznia – iracki parlament przyjął nowy, tymczasowy wzór flagi narodowej.
- 23 stycznia:
  - rozejm w Demokratycznej Republice Konga w wojnie domowej prowadzanej przez rząd z rebeliantami Nkundy[8]
  - premier Grecji Kostas Karamanlis przybył do Turcji z pierwszą od 49 lat wizytą na tym szczeblu.
- 27 stycznia – książę Walii Karol w wieku 59 lat i 74 dni stał się najstarszym następcą tronu w historii brytyjskiej monarchii. Pobił tym samym „rekord” ustanowiony przez swego prapradziada, syna królowej Wiktorii, Edwarda VII.
- 28 stycznia:
  - Samak Sundaravej został premierem Tajlandii.
  - 5 amerykańskich żołnierzy zginęło w wybuchu przydrożnej miny koło Mosulu na północy Iraku.
- 29 stycznia:
  - Słoweński parlament ratyfikował Traktat lizboński.
  - planetoida 2007 TU24 o średnicy 450 metrów minęła Ziemię w odległości 554 110 km.
  - 18 osób, w tym 12 uczniów zginęło w wybuchu miny pod autobusem na kontrolowanej przez Tamilskich Tygrysów północy Sri Lanki.
- 31 stycznia – 6 osób, w tym wicegubernator afgańskiej prowincji Helmand, zginęło w zamachu bombowym w Lashkar Gah.

### Luty
- 1 lutego:
  - Microsoft zaoferował kupno Yahoo! za 44,6 mld dolarów[9]
  - 3 osoby zostały ranne w wyniku ostrzelania ambasady Izraela w stolicy Mauretanii Nawakszut.
  - 99 osób zginęło w dwóch samobójczych zamachach bombowych na bazarach w Bagdadzie.
  - Kazachstan i USA podpisały 5-letnie porozumienie wojskowe.
- 2 lutego – w Pałacu Elizejskim w Paryżu pobrali się Carla Bruni i Nicolas Sarkozy.
- 2–4 lutego – konflikt czadyjsko-sudański: bitwa pod Ndżameną.
- 3 lutego:
  - odbyły się wybory do Rady Narodowej Monako.
  - Boris Tadić wygrał ponownie wybory prezydenckie w Serbii.
- 4 lutego – zamach w izraelskim mieście Dimona.
- 5 lutego – 25 etiopskich emigrantów zginęło, a 90 zostało rannych w wyniku zamachu w somalijskim porcie Boosaaso.
- 6 lutego:
  - prezydent Giorgio Napolitano podpisał dekret o rozwiązaniu włoskiego parlamentu i wyznaczył przedterminowe wybory na 13 i 14 kwietnia.
  - erupcja wulkanu Tungurahua w Ekwadorze.
- 7 lutego – obrączkowe zaćmienie Słońca widoczne nad Antarktyką, Australią i Nową Zelandią.
- 8 lutego – Donald Tusk jako pierwszy polski premier od grudnia 2001 roku złożył wizytę w Moskwie.
- 10 lutego – zamach na bagdadzkim targu. Zginęło 33 osób, rannych 35 ludzi.
- 11 lutego:
  - podwójny zamach w Timorze Wschodnim na prezydenta José Ramosa-Hortę.
  - w Seulu spłonęła zabytkowa drewniana brama Sungnyemun.
- 12 lutego – zakończył się trzymiesięczny strajk scenarzystów w Stanach Zjednoczonych.
- 13 lutego – premier Australii Kevin Rudd wygłosił w parlamencie przemówienie, w którym publicznie przeprosił Aborygenów za dyskryminację i prześladowania, w tym praktyki tzw. „skradzionego pokolenia”.
- 14 lutego – na Northern Illinois University w mieście DeKalb szaleniec zastrzelił 5 i ranił 16 osób, a następnie popełnił samobójstwo.
- 15 lutego:
  - Václav Klaus został ponownie wybrany przez parlament na prezydenta Republiki Czeskiej.
  - ponad pięć miesięcy od tajemniczego zaginięcia nad zachodnią Nevadą za zmarłego uznany został amerykański milioner i podróżnik Steve Fossett.
- 16 lutego – co najmniej 46 osób zginęło w samobójczym zamachu bombowym na biuro Pakistańskiej Partii Ludowej w mieście Parachinar na północnym wschodzie kraju.
- 17 lutego:
  - Afganistan: ponad 100 osób zginęło w najkrwawszym od czasu rozpoczęcia interwencji wojsk NATO, zamachu w Kandaharze.
  - Kosowo ogłosiło deklarację niepodległości.
  - na Cyprze odbyły się wybory prezydenckie.
  - niepodległość Kosowa uznały: Afganistan, Kostaryka (17 lutego 2008 czasu lokalnego), Stany Zjednoczone, Francja, Albania, Turcja, Wielka Brytania i Tajwan.
- 18 lutego – samobójczy zamach bombowy w afgańskim mieście Spin Boldak. Zginęło 38 osób.
- 19 lutego:
  - Fidel Castro ogłosił swoją rezygnację z funkcji przewodniczącego Rady Państwa.
  - Serż Sarkisjan zwyciężył w wyborach prezydenckich w Armenii.
  - Toshiba zrezygnowała ze wspierania formatu HD DVD[10]
  - niepodległość Kosowa uznały Australia i Senegal.
- 20 lutego:
  - niepodległość Kosowa uznały Niemcy, Łotwa i Malezja.
  - otwarto linię szybkiej kolei Madryt  – Barcelona.
  - parlament Luksemburga przyjął ustawę legalizującą eutanazję.
- 21 lutego:
  - 46 osób zginęło w katastrofie samolotu ATR 42 w Wenezueli.
  - uszkodzony satelita szpiegowski USA 193'został zestrzelony przez krążownik USS „Lake Erie”.
  - kilka biur w amerykańskiej ambasadzie w Belgradzie zostało podpalonych przez tłum demonstrujący przeciwko niepodległości Kosowa.
- 22 lutego – na uniwersytecie w szwedzkim Lund naukowcy po raz pierwszy sfilmowali poruszający się elektron.
- 23 lutego:
  - na wyspie Guam rozbił się amerykański bombowiec Northrop B-2 Spirit.
  - na orbitę wyniesiony został japoński satelita komunikacyjny WINDS, mający umożliwić superszybki dostęp do Internetu z prędkością nawet 1,2 Gb/s.
- 24 lutego:
  - Fidel Castro oficjalnie przestał pełnić urząd prezydenta Kuby, zastąpił go Raúl Castro.
  - samobójczy zamach bombowy w mieście Iskandarija w Iraku. W zamachu zginęło 40 szyickich pielgrzymów zmierzających do Karbali.
  - Dimitris Christofias zwyciężył w II turze wyborów prezydenckich na Cyprze.
  - odbyła się 80. ceremonia wręczenia Oscarów.
- 25 lutego – Lee Myung-bak został prezydentem Korei Południowej.
- 26 lutego:
  - dwóch polskich żołnierzy zginęło w afgańskiej prowincji Paktika, po wybuchu miny-pułapki pod ich pojazdem.
  - w stolicy Korei Północnej Pjongjangu odbył się koncert orkiestry Filharmonii Nowojorskiej.
- 29 lutego:
  - Milo Đukanović został po raz trzeci premierem Czarnogóry.
  - 54 osoby zginęły, a 23 zostały ranne w katastrofie autobusu w mieście Jutiapa w Gwatemali.
  - w czasie pogrzebu w Dolinie Swat w Pakistanie doszło do zamachu bombowego, w którym zginęło 45 osób, a 82 zostały ranne.

### Marzec
- 1 marca:
  - Kanada zniosła wizy wjazdowe dla obywateli Litwy, Polski, Słowacji i Węgier.
  - akcja wojsk kolumbijskich przeciw obozowi FARC na terytorium Ekwadoru wywołała kryzys dyplomatyczny między oboma krajami.
  - w Erywaniu doszło do demonstracji opozycji, kwestionującej wyniki wyborów prezydenckich w Armenii, która przerodziła się w krwawe zamieszki, po których prezydent Robert Koczarian wprowadził stan wyjątkowy.
  - na łamach czasopisma „Astrophysical Journal” ukazał się artykuł wykazujący, że gwiazda WR 104 może stać się źródłem zabójczego dla życia na Ziemi błysku gamma.
- 1–2 marca – nad środkową Europą przeszedł orkan Emma, 10 ofiar śmiertelnych, bardzo duże szkody materialne.
- 2 marca:
  - w Rosji odbyły się wybory prezydenckie. Dmitrij Miedwiediew został wybrany 3. prezydentem Federacji Rosyjskiej.
  - 42 osoby zginęły w samobójczym zamachu bombowym w mieście Darra Adam Khel w północno-zachodnim Pakistanie.
- 2/3 marca – w nocy dokonano ekshumacji zwłok ojca Pio.
- 3 marca – 10 osób zginęło w Nepalu w katastrofie śmigłowca Mi-17 przewożącego personel ONZ.
- 5 marca:
  - po 13 latach Bill Gates stracił pozycję lidera w rankingu najbogatszych ludzi na świecie według magazynu „Forbes”. Nowym liderem został Warren Buffett.
  - 16 osób zginęło w wyniku zatonięcia przeciążonej łodzi na sztucznym jeziorze Farka pod Tiraną.
- 6 marca:
  - 68 osób zginęło, a 120 zostało rannych w dwóch samobójczych zamachach bombowych w Bagdadzie.
  - 8 żydowskich studentów zginęło, a 20 zostało rannych, gdy palestyński zamachowiec otworzył ogień w jesziwie Merkaz Ha-Raw w Jerozolimie.
- 7 marca – zakończenie kryzysu politycznego w Ameryce Łacińskiej.
- 8 marca – siły abchaskie zestrzeliły szpiegowski samolot Gruzji.
- 9 marca:
  - odbyły się wybory parlamentarne w Hiszpanii.
  - uruchomiono metro w Kaohsiungu na Tajwanie.
- 10 marca:
  - 5 amerykańskich żołnierzy zginęło w zamachu bombowym w Bagdadzie.
  - wystąpienia mieszkańców przeciw władzom chińskim zapoczątkowały największe od blisko 50 lat zamieszki w Tybecie.
  - Leonard Cohen został przyjęty do Rock and Roll Hall of Fame.
- 11 marca:
  - rozpoczęła się misja STS-123 wahadłowca Endeavour.
  - w Rzymie w drodze głosowania wybrano 79 Wielkiego Mistrza Zakonu Kawalerów Maltańskich Matthew Festinga.
- 12 marca – ksiądz Michał Heller został laureatem Nagrody Templetona.
- 13 marca:
  - konflikt czadyjsko-sudański: podpisanie pokoju między Czadem a Sudanem w wojnie rozpoczętej 23 grudnia 2005[11];
  - porwany 29 lutego chaldejski arcybiskup irackiego Mosulu Paulos Faraj Rahho został znaleziony martwy nieopodal miasta.
- 14 marca:
  - w stolicy Tybetu Lhasie doszło do krwawo stłumionych antychińskich protestów.
  - w Kosowskiej Mitrowicy grupa około 300 Serbów zajęła budynek sądu ONZ, protestując w ten sposób przeciw ogłoszeniu niepodległości Kosowa.
  - w związku z kryzysem kredytów hipotecznych JPMorgan Chase wraz z Bankiem Rezerw Federalnych w Nowym Jorku dostarczył nagłej 28-dniowej pożyczki przedsiębiorstwu Bear Stearns by nie dopuścić do załamania na giełdzie.
- 15 marca:
  - chińskie siły bezpieczeństwa stłumiły antyrządowe wystąpienia w Tybecie.
  - Albania: 26 osób zginęło, a 296 zostało rannych w eksplozji składu amunicji w Gërdec.
- 16 marca:
  - atak rakietowy przeciwko talibom w północno-zachodnim Pakistanie. Zginęło 20 osób, rannych 7.
  - u wybrzeży Australii Zachodniej odnaleziono wraki krążowników HMAS „Sydney” oraz HSK „Kormoran”, które przed 66 laty zatonęły w wyniku stoczonej bitwy morskiej.
- 17 marca:
  - 27 polskich policjantów z oddziałów ONZ zostało rannych w zamieszkach w Kosowskiej Mitrowicy.
  - co najmniej 43 osoby zginęły w samobójczym zamachu bombowym koło szyickiej świątyni w irackiej Karbali.
- 19 marca:
  - premier Mołdawii Vasile Tarlev podał się do dymisji.
  - przywódca Libii Mu’ammar al-Kaddafi dokonał otwarcia ufundowanego przez siebie, drugiego co do wielkości w Afryce, meczetu w stolicy Ugandy Kampali.
  - satelita Swift zaobserwował w konstelacji Wolarza z odległości 7,5 mld lat świetlnych rozbłysk gamma GRB 080319B.
- 20 marca:
  - Yves Leterme otrzymał od króla Belgii Alberta II nominację na premiera.
  - pod Ałchazurowo w Czeczenii doszło do starcia rebeliantów (8 zabitych) z policją (6 zabitych).
- 21 marca – bułgarski parlament ratyfikował Traktat lizboński.
- 22 marca – wybory prezydenckie na Tajwanie wygrał Ma Ying-jeou.
- 23 marca – wystartowała sztafeta olimpijska.
- 24 marca – pierwsze w historii wybory parlamentarne w Bhutanie.
- 25 marca:
  - Yousaf Raza Gilani został premierem Pakistanu.
  - wojsko komoryjskie wspierane przez siły Unii Afrykańskiej dokonało inwazji na zbuntowaną wyspę Anjouan.
- 25–31 marca – II wojna w Zatoce Perskiej: bitwa o Basre między bojownikami Mahdiego a siłami koalicji.
- 29 marca – odbyły się wybory prezydenckie i parlamentarne w Zimbabwe.
- 30 marca:
  - w 9 nowych krajach strefy Schengen zniesiono kontrolę graniczną na lotniskach.
  - wybory prezydenckie w Zimbabwe.
  - w Indiach otwarto port lotniczy Bengaluru.
- 31 marca – zbankrutowały hawajskie linie lotnicze Aloha Airlines.

### Kwiecień
- 1 kwietnia – Seretse Ian Khama został prezydentem Botswany.
- 3 kwietnia – zamach samobójczy w irackim Mosulu.
- 4 kwietnia:
  - zamach samobójczy w irackiej Al-Saidija koło Bakuby.
  - porwanie luksusowego jachtu francuskiego przez somalijskich piratów.
- 6 kwietnia:
  - rozmowy izraelsko-palestyńskie (Olmert-Abbas) o pokoju.
  - urzędujący prezydent Czarnogóry Filip Vujanović został wybrany na drugą kadencję.
- 7 kwietnia:
  - dwóch polskich żołnierzy zostało rannych w Afganistanie; jeden z nich zmarł 8 kwietnia.
  - podczas sztafety olimpijskiej przed igrzyskami w Pekinie doszło do wielu protestów w Londynie i Paryżu oraz próby zgaszenia znicza olimpijskiego w związku z sytuacją w Tybecie.
- 8 kwietnia:
  - USA otworzyło ambasadę w Kosowie.
  - 7 osób zginęło w eksplozji w irackiej Bakubie.
  - w Nowym Delhi rozpoczął się pierwszy szczyt Indie – Afryka.
  - wystartował rosyjski statek kosmiczny Sojuz TMA-12 z pierwszą kosmonautką z Korei Południowej Yi So-yeon.
  - w bliźniaczych wieżach Bahrain World Trade Center w Manamie uruchomiono 3 turbiny wiatrowe, wytwarzające 11–15% energii elektrycznej na potrzeby budynków. Jest to pierwsza tego typu konstrukcja na świecie.
  - kosowski parlament uchwalił konstytucję, która weszła w życie 15 czerwca.
- 9 kwietnia:
  - Tajna Rada Wielkiej Brytanii zaakceptowała zmiany prawa prowadzące do wprowadzenia demokracji i likwidacji ostatniego w Europie systemu feudalnego na wyspie Sark.
  - Tigran Sarkisjan został premierem Armenii.
  - Wielka Partia Narodowa wygrała wybory parlamentarne w Korei Południowej.
- 10 kwietnia:
  - parlament Słowacji ratyfikował Traktat lizboński.
  - w Nepalu odbyły się wybory parlamentarne.
- 11 kwietnia – odbicie zakładników z rąk somalijskich piratów.
- 12 kwietnia:
  - otwarto Operę w Oslo.
  - w Szirazie na południu Iranu w wyniku wybuchu bomby w meczecie Szohada zginęło 14 osób, a 202 zostały ranne.
- 13 kwietnia – prezydent Kenii Mwai Kibaki ogłosił nominacje parlamentarne, kończąc kryzys polityczny.
- 13–14 kwietnia – wybory parlamentarne we Włoszech: w przedterminowych wyborach parlamentarnych we Włoszech zwyciężył Lud Wolności Silvio Berlusconiego.
- 14 kwietnia – nieopodal Mosulu w eksplozji zginęło 15 osób.
- 15 kwietnia:
  - rozpoczęła się podróż apostolska papieża Benedykta XVI do USA.
  - w wyniku wybuchu samochodu-pułapki w irackiej Bakubie zginęło 59 osób, a 90 zostało rannych.
- 16 kwietnia – izraelski nalot w Strefie Gazy. Zginęło 14 osób.
- 17 kwietnia – zamach w Afganistanie, w Nimroz. Ofiar śmiertelnych 17, rannych 35.
- 18 kwietnia – został wyniesiony na orbitę pierwszy wietnamski satelita telekomunikacyjny Vinasat-1.
- 19–20 kwietnia – starcia w Mogadiszu rebeliantów ze siłami somalijsko-etiopskimi. W wymianie ognia moździerzowego zginęło ponad 100 osób.
- 20 kwietnia – były biskup Fernando Lugo wygrał wybory prezydenckie w Paragwaju.
- 22 kwietnia – został wycofany ze służby amerykański bombowiec odrzutowy F-117 Nighthawk.
- 24 kwietnia – parlamenty Niemiec i Danii ratyfikowały Traktat lizboński.
- 25 kwietnia:
  - Izrael odrzucił 1,5-letni rozejm z Palestyną.
  - co najmniej 26 osób zginęło w zamachu bombowym na autobus w Kolombo na Sri Lance.
  - w czasopiśmie „Science” ukazały się wyniki badań klasyfikujących tyranozaury na drzewie filogenetycznym bliżej ptaków niż gadów.
- 26 kwietnia – Austria: została ujawniona sprawa Josefa Fritzla.
- 27 kwietnia:
  - co najmniej 2 osoby zginęły, a 11 zostało rannych w nieudanym zamachu na prezydenta Afganistanu Hamida Karzaia.
  - z powodu gwałtownego wzrostu cen żywności na ulicach Port-au-Prince – stolicy Haiti – doszło do zamieszek, a w Stanach Zjednoczonych wprowadzono reglamentację ryżu.
  - nad Zatoką Bengalską uformował się cyklon Nargis, który w następnych dniach spustoszył Birmę.
- 28 kwietnia – w zderzeniu pociągów w mieście Zibo w chińskiej prowincji Szantung zginęły 72 osoby, a 416 zostało rannych.
- 29 kwietnia:
  - rozpoczął się proces byłego irackiego wicepremiera Tarika Aziza, współoskarżonego o mord sądowy na 42 spekulantach w 1992 roku.
  - 19 osób zginęło, a ponad 40 zostało rannych w samobójczym zamachu bombowym na funkcjonariuszy policji antynarkotykowej pod Dżalalabadem w Afganistanie.
  - interwencja wojsk USA w afgańskiej miejscowości Garmser (prowincja Helmand) zajętej przez talibów.
  - Rockstar Games wydał Grand Theft Auto IV, które pobiło rekord świata w ilości sprzedaży.
- 30 kwietnia – władze Białorusi uznały 10 amerykańskich dyplomatów za personae non gratae i nakazały im opuszczenie kraju w ciągu 72 godzin.

### Maj
- 1 maja:
  - w Abchazji rozlokowano dodatkowe wojska rosyjskie.
  - w Chinach otwarto najdłuższy morski most przez zatokę Hangzhou (36 km).
  - 32 osoby zginęły, a 75 zostało rannych w podwójnym zamachu bombowym w irackim mieście Balad Ruz.
- 1/2 maja – tureckie samoloty zbombardowały obozy kurdyjskich separatystów z Partii Pracujących Kurdystanu, położone w regionie Qandilu w północnym Iraku.
- 2 maja:
  - nad Mjanmą przetoczył się cyklon Nargis zabijając kilkadziesiąt tysięcy osób.
  - po kilku tysiącach lat uśpienia wybuchł chilijski wulkan Chaitén.
  - minister obrony Sudanu Południowego Dominic Dim Deng i 23 inne osoby zginęły w katastrofie samolotu Beechcraft 1900C w mieście Rumbek.
- 3 maja:
  - weszła w życie konwencja ONZ o prawach osób niepełnosprawnych.
  - najbardziej niszczycielskie przejście cyklonu Nargis nad południową Birmą, zaklasyfikowanego do czwartej kategorii cyklonów; zginęło co najmniej 40 tysięcy ludzi.
  - Rosja wprowadziła wizy tranzytowe dla Polski (obowiązujące od 15 maja).
- 4 maja:
  - początek rozmów chińsko-tybetańskich.
  - rosyjska agencja ITAR-TASS poinformowała, że Gruzja przygotowuje plan agresji na Abchazję.
  - 5 milicjantów zginęło w zamachu bombowym w stolicy Czeczenii Groznym.
- 5 maja – zamieszki w Mogadiszu, stolicy Somalii, przeciwko hiperinflacji sięgającej do +360%
- 6 maja – Stany Zjednoczone i Rosja podpisały pakt o cywilnej współpracy atomowej.
- 7 maja:
  - Dmitrij Miedwiediew został zaprzysiężony na urząd 3. prezydenta Federacji Rosyjskiej.
  - Brian Cowen został premierem Irlandii.
  - w Libanie wybuchły krwawe starcia między siłami rządowymi a Hezbollahem po uznaniu przez władze za nielegalną jego prywatnej sieci telefonicznej.
- 8 maja:
  - Władimir Putin został wybrany Przewodniczącym Rządu Federacji Rosyjskiej.
  - zaprzysiężenie włoskiego rządu Berlusconiego
- 9 maja:
  - Hezbollah przejął kontrolę nad większością Bejrutu w trwających od 7 maja zamieszkach.
  - 11 osób zginęło, a około 30 zostało rannych w zamachu bombowym na kawiarnię w mieście Ampara na Sri Lance.
- 11 maja:
  - w Serbii odbyły się wybory parlamentarne, wygrane przez Demokratów Borisa Tadicia.
  - Sudan zerwał stosunki dyplomatyczne z Czadem.
- 12 maja:
  - w wyniku trzęsienia ziemi w chińskiej prowincji Syczuan zginęło ponad 69 tys. osób, a ponad 374 tys. zostało rannych.
  - siły Abchazji zestrzeliły dwa szpiegowskie samoloty Gruzji.
- 13 maja:
  - 80 osób zginęło, a 216 zostało rannych w serii 7 zamachów bombowych w indyjskim mieście Jaipur.
  - królowa brytyjska Elżbieta II przybyła z pierwszą od 1971 roku oficjalną wizytą do Turcji.
- 16 maja – Leonel Fernández wygrał trzeci raz wybory prezydenckie w Dominikanie.
- 16–17 maja – Szczyt Unii Europejskiej, Ameryki Łacińskiej i Karaibów w Limie.
- 17 maja – somalijscy piraci uprowadzili jordański statek.
- 18 maja – nowa seria wstrząsów w Chinach (6,5 Richtera).
- 19 maja – dokonano oblotu rosyjskiego samolotu pasażerskiego Suchoj Superjet 100.
- 20 maja:
  - wieżowiec Burdż Chalifa w Dubaju osiągnął 649,7 m i stał się najwyższą budowlą w dziejach świata, przewyższając maszt radiowy w Konstantynowie.
  - w Belgradzie Isis Gee zakwalifikowała się jako reprezentant Polski do finału Konkursu Piosenki Eurowizji.
  - Ma Ying-jeou został prezydentem Tajwanu.
- 21 maja:
  - proprezydencki Zjednoczony Ruch Narodowy wygrał przedterminowe wybory parlamentarne w Gruzji.
  - pakistańskie władze podpisały układ pokojowy z bojownikami z Waziristanu.
- 22 maja – 46 żołnierzy zginęło w zderzeniu ich konwoju z cysterną na północy Nigerii.
- 24 maja – Rosjanin Dima Biłan z utworem Believe wygrał 53. Konkurs Piosenki Eurowizji w Belgradzie.
- 25 maja:
  - wtórny wstrząs w Syczuanie (6,4 Richtera).
  - Michael Sulaiman wybrany na prezydenta przez parlament w Libanie.
- 26 maja:
  - bezzałogowy lądownik Phoenix, który został wysłany 4 sierpnia 2007 wylądował o 1:53 czasu polskiego na Marsie.
  - 8 osób zginęło, a ponad 70 zostało rannych w zamachu bombowym na pociąg pasażerski w mieście Dehiwala na Sri Lance.
- 28 maja:
  - Nepal stał się republiką po głosowaniu Zgromadzenia Narodowego. Tym samym została zniesiona monarchia hinduistyczna.
  - somalijscy piraci porwali niemiecki kontenerowiec MV „Lehmann Timber”.
  - francuski seryjny morderca i pedofil Michel Fourniret został skazany na karę dożywotniego pozbawienia wolności.
- 29 maja – Konferencja w Ilulissat.
- 30 maja:
  - opublikowano zdjęcia – wykonane z helikoptera – przedstawiające wioskę zamieszkaną przez jedno z ostatnich nieucywilizowanych plemion amazońskich.
  - podczas konferencji w Dublinie 111 państw poparło zakaz używania bomb kasetowych. Od głosu wstrzymała się m.in. Polska.
- 31 maja – start załogi wahadłowca Discovery.

### Czerwiec
- 1 czerwca:
  - prawicowa Organizacja Partii Macedońskiej VMRO – DPMNE wygrała wybory parlamentarne.
  - wybuchł pożar w Universal Studios w Kalifornii, niszcząc m.in. dekoracje imitujące Nowy Jork i 50 000 taśm filmowych z XX wieku. Straty oszacowano na 100 milionów dolarów.
- 2 czerwca:
  - zamach bombowy w Islamabadzie przed ambasadą Danii (prawdopodobnie odwet za karykatury Mahometa). Zginęło 10 osób, rannych 30, większość Duńczycy.
  - samobójczy zamach w Mosulu. Zginęło 7 osób, a 25 rannych.
- 3 czerwca – senator Barack Obama uzyskał nominację Partii Demokratycznej na kandydata w wyborach prezydenckich w USA.
- 4 czerwca:
  - zamach na konwój NATO w Spin Baldah. Zginęło 22 dzieci i 3 żołnierzy NATO.
  - zamach bombowy w Algierze.
  - początek szeregu operacji w afgańskiej prowincji Helmand przez ISAF.
  - z powodu awarii systemu chłodzenia w elektrowni jądrowej Krško (Słowenia) Komisja Europejska ogłosiła alarm atomowy.
- 6 czerwca:
  - 32 talibów zginęło w nalocie NATO w Orgun.
  - bombowy atak Tamilijskich Tygrysów w Kolombo. Śmierć poniosło 23, zaś rannych 70 osób.
  - Japońskie Zgromadzenie Narodowe przyjęło rezolucję wzywającą rząd do uznania Ajnów na Hokkaido za japoński lud tubylczy i położenia kresu ich dyskryminacji.
- 7 czerwca:
  - na Islandii utworzono Park Narodowy Vatnajökull, największy w Europie.
  - rozpoczęły się XIII Mistrzostwa Europy w Piłce Nożnej rozgrywane w Austrii i Szwajcarii.
- 8 czerwca:
  - amerykańska sonda New Horizons minęła orbitę Saturna.
  - 14 górników zginęło w wyniku wybuchu metanu w kopalni węgla kamiennego im. Karola Marksa w mieście Jenakijewe na Ukrainie.
  - Tokio: w ataku szaleńca na przechodniów, w wyniku potrącenia samochodem i od ciosów nożem zginęło 7 osób, a 10 zostało rannych.
- 9 czerwca:
  - prezydent Kiribati Anote Tong zaapelował do narodów świata o zorganizowanie mieszkań dla mieszkańców archipelagu Kiribati, ze względu na zalewanie wysp przez ocean.
  - początek bezterminowego protestu kierowców tirów z Portugalii, Hiszpanii i Francji, przeciwko drożejącej ropie.
  - 20 osób zginęło w wybuchu bomby na dworcu autobusowym w Al-Buwajra w północnej Algierii.
- 10 czerwca:
  - wybuchł konflikt graniczny między Dżibuti a Erytreą.
  - w katastrofie lotu Sudan Airways 109 w Chartumie zginęło 30 osób, a rannych zostało 178.
- 11 czerwca – Norwegia zalegalizowała małżeństwa osób tej samej płci.
- 12 czerwca – Irlandczycy w referendum odmówili zgody na ratyfikację Traktatu Lizbońskiego.
- 13 czerwca – Talibowie zaatakowali więzienie w afgańskim Kandaharze, zabijając 15 strażników i uwalniając około 1200 więźniów, w tym około 400 talibów.
- 14 czerwca:
  - lądowanie wahadłowca Discovery STS-124.
  - początek operacji w Amarze.
- 14 czerwca–14 września – wystawa Expo 2008 w Saragossie.
- 16 czerwca:
  - samobójczy zamach Tamilskich Tygrysów na Sri Lance. Śmierć poniosło 12 osób, ponad 40 rannych.
  - w amerykańskim stanie Kalifornia stały się legalne małżeństwa osób tej samej płci.
- 17 czerwca – 63 osoby zginęły w zamachu bombowym w Bagdadzie.
- 17–18 czerwca – zatrzymanie 4 rosyjskich żołnierzy w Abchazji.
- 18–19 czerwca – bitwa pod Arghandab.
- 19 czerwca – 6-miesięczny rozejm w konflikcie izraelsko-palestyńskim.
- 20 czerwca – zamach bombowy Helmand podczas prowadzonej tam operacji wojskowej od 4 czerwca przez ISAF. Zginęło 7 żołnierzy ISAF.
- 21 czerwca:
  - zamach w Kandahar. Zginęło 4 żołnierzy ISAF.
  - w wyniku wybuchu bomby zginął polski żołnierz w Afganistanie – ppor. Robert Marczewski, czterech innych Polaków zostało rannych.
  - wznowienie starć w Libanie. Walki obejmowały północny obszar Libanu i Trypolis.
  - NASA podało, iż Phoenix odnalazł lód na Marsie.
- 22 czerwca:
  - samobójczy zamach bombowy w Bakubie. Zginęło 13 osób, rannych 32.
  - Morgan Tsvangirai zwycięzca I tury wyborów w Zimbabwe schronił się w ambasadzie Holandii w obawie o życie.
- 23 czerwca – Ahmad Ujahja został premierem Algierii.
- 24 czerwca – walki w zachodnim Afganistanie w Pakicie.
- 26 czerwca:
  - izba niższa hiszpańskich Kortezów Generalnych ratyfikowała Traktat lizboński.
  - zamach bombowy koło Faludży. Zginęło 20 osób, rannych 12.
- 27 czerwca:
  - 20-metrowa chłodnia kominowa reaktora w Ośrodku Badań Jądrowych w Jongbjon została wysadzona w powietrze, zgodnie z porozumieniem o denuklearyzacji Korei Północnej, w zamian za pomoc żywnościową od Korei Południowej.
  - w Zimbabwe odbyła się II tura wyborów prezydenckich, w której jedynym kandydatem pozostał urzędujący prezydent Robert Mugabe.
- 28 czerwca – walki w Sri Lance między Tamilskimi Tygrysami a siłami rządowymi. Zginęło 44 bojowników i 2 żołnierzy rządowych.
- 29 czerwca:
  - finał piłkarskich Mistrzostw Europy. Hiszpania-Niemcy 1:0.
  - Unia Afrykańska apeluje o sankcje dla Zimbabwe.
  - wybory parlamentarne w Mongolii.
  - rozpoczął się Rok Jubileuszowy św. Pawła ogłoszony przez papieża Benedykta XVI.
  - prezydent Zambii Levy Mwanawasa doznał ciężkiego udaru mózgu przed planowanym rozpoczęciem szczytu Unii Afrykańskiej w egipskim Szarm el-Szejk.
- 30 czerwca – wypadek polskiego minibusa w Niemczech – zginęły trzy osoby, a dziesięć zostało rannych.

### Lipiec
- 1 lipca:
  - Francja objęła prezydencję w Radzie Unii Europejskiej
  - starcia w Mongolii po wygranej Partii Ludowo-Rewolucyjnej.
- 2 lipca
  - po 6 latach niewoli została uwolniona Ingrid Betancourt z rąk FARC.
  - atak palestyńskiego buldożera w centrum Jerozolimy.
- 2–3 lipca – operacja ISAF w Afganistanie w okręgu Muqur.
- 4 lipca:
  - strzelanina w Osetii Południowej. Zginęło 3 policjantów i 11 zostało rannych
  - miał miejsce zamach bombowy w Mińsku.
- 5 lipca:
  - walki na Sri Lance, zginęło 34 tamilów i 1 żołnierz rządowy.
  - zamieszki w więzieniu w Damaszku, 25 zabitych.
  - samoczynny wybuch bomby w Musa Quala(inne języki), zginęło 10 talibów.
- 7 lipca – w Kolumbii kilka minut po starcie na ziemię spadł Boeing 747 zabijając 3 osoby na ziemi[12].
- 8 lipca:
  - obrady Grupy G8; ustalono zmniejszenie emisji CO2 o 50% do połowy wieku.
  - podpisanie umowy przez Czechy i USA w sprawie Tarczy Antyrakietowej.
- 9 lipca – porwanie 3 niemieckich turystów w Turcji przez bojowników z Partii Pracujących Kurdystanu.
- 11 lipca – tragedia polskiego autokaru z Rudy Śląskiej w Serbii. Zginęło 6 Polaków.
- 13 lipca:
  - walki w Afganistanie pomiędzy ISAF a Talibami w okręgu Kunar; Potyczka pod Wanat.
  - w Paryżu została powołana Unia na rzecz Regionu Morza Śródziemnego.
- 14 lipca:
  - Yves Leterme, premier Belgii, podał się do dymisji.
  - eksplozje w autobusach w chińskiej prowincji Yunnan. Zginęło 3 ludzi, rannych 14.
- 15 lipca – krwawy zamach samobójczy w Bakubie.
- 15–20 lipca – Światowe Dni Młodzieży w Sydney w Australii pod przewodnictwem papieża Benedykta XVI.
- 16 lipca:
  - wypadek polskiego autokaru w Rumunii, 12 rannych.
  - w Egipcie w zderzeniu pociągu na przejeździe z autobusem, mikrobusem i dwoma samochodami osobowymi zginęło 40 osób, ponad 80 zostało rannych.
  - ustanowiono hymn Republiki Serbskiej w Bośni i Hercegowinie.
- 17 lipca – iracką muhafazę Al-Kadisijja, kontrolowaną dotychczas przez Polskę, przejęły siły irackie.
- 17–18 lipca – w wyniku przeprowadzonej operacji przez siły polskie z pomocą rządowych sił w Afganistanie (Paktika), zatrzymano kilka talibów i osób z nimi sympatyzującymi.
- 18 lipca:
  - Radovan Karadżić został schwytany w Belgradzie; wybuch walk w Belgradzie wywołanych przez jego zwolenników.
  - Król Bhutanu Jigme Khesar Namgyel Wangchuck podpisał pierwszą konstytucję, przyjętą tego dnia przez parlament, tym samym ustrój polityczny tego kraju zmienił się na dziedziczną monarchię konstytucyjną.
- 19 lipca:
  - w Kaszmirze w wyniku wybuchu bomby zginęło 9 indyjskich żołnierzy
  - protest kierowców ciężarówek w Niemczech przeciwko wysokim cenom paliw
- 19–22 lipca – walki w pakistańskiej prowincji Beludżystan, między plemiennymi rebeliantami a siłami rządowymi; ponad 100 ofiar.
- 20 lipca – omyłkowe ostrzelanie przez ISAF posterunku w afgańskiej prowincji Farah. Zginęło 9 policjantów.
- 21 lipca:
  - Ram Baran Yadav został mianowany prezydentem Nepalu.
  - Radovan Karadžić, poszukiwany przez Międzynarodowy Trybunał Karny dla byłej Jugosławii za ludobójstwo, zbrodnie wojenne oraz zbrodnie przeciwko ludzkości został aresztowany na terenie Serbii.
- 23 lipca – Republika Zielonego Przylądka przystąpiła do Światowej Organizacji Handlu, stając się 153. członkiem tej organizacji.
- 24 lipca:
  - Barack Obama przed Bramą Brandenburska w Berlinie.
  - Międzynarodowy Komitet Olimpijski wykluczył reprezentację Iraku z uczestnictwa w letnich igrzyskach olimpijskich w Pekinie.
- 25 lipca:
  - walki religijne w Trypolisie, 8 zabitych.
  - wybuch bomby w Gazie, zginęło 5 Palestyńczyków.
- 26 lipca – krwawy zamach w Ahmadabadzie w Indiach przeprowadzony przez islamskich ekstremistów; 45 osób zginęło, 160 rannych
- 27 lipca:
  - zamachy bombowe w Stambule, przeprowadzony prawdopodobnie przez Partię Pracujących Kurdystanu; zginęło 17 Turków, 154 zostało rannych.
  - wypadek polskiego autokaru koło Wenecji we Włoszech, 14 rannych.
- 28 lipca:
  - zamach przeciwko szyitom w Bagdadzie; 24 zginęło, 70 rannych
  - zamach w irackim Kirkuku; 10 zabitych
- 29 lipca:
  - w wyniku walk w Pakistanie, Pakistańskie Siły Bezpieczeństwa zabiły około 20 rebeliantów.
  - początek irackiej operacji przeciw powstańców w Diyala na północny wschód od Bagdadu.
- 31 lipca:
  - Radovan Karadżić został sadzony przed Trybunałem Sprawiedliwości w Hadze.
  - NASA: badania próbek pobranych przez lądownik Phoenix potwierdziły obecność wody w marsjańskiej glebie.

### Sierpień
- 1 sierpnia:
  - wejście w życie reformy administracyjnej niemieckiej Saksonii.
  - miało miejsce całkowite zaćmienie Słońca widoczne na terenie północnej Kanady (Nunavut), północnej części Rosji, zachodniej Mongolii i Chin.
  - japoński rząd Yasuo Fukudy podał się do dymisji.
- 2 sierpnia:
  - wymiana ognia pomiędzy Gruzją a Osetią Południową; 6 zabitych i tyle samo rannych.
  - 200 członków Fatahu uciekło do Izraela z Gazy po starciach Hamas – klan Hilles popierający Fatah.
- 3 sierpnia:
  - 123 ofiary po tragedii w Indiach, kiedy pielgrzymi zadeptywali innych ludzi w wyniku paniki.
  - seria zamachów w Bagdadzie; 12 zabitych, 31 rannych.
- 5 sierpnia – Rwanda, formalnie oskarżyła Francję o współudział w ludobójstwie w 1994, wspierając Hutu.
- 6 sierpnia:
  - w wyniku wojskowego zamachu stanu został obalony demokratycznie wybrany prezydent Mauretanii Sidi uld Szajch Abdallahi.
  - na starym cmentarzu przy Monastyrze Dońskim został pochowany znany pisarz, autor trzytomowego Archipelagu GUŁag Aleksander Sołżenicyn (ur. 1918)
  - Ehud Olmert poinformował o zwolnieniu 150 jeńców izraelskich.
- od 7 sierpnia konflikt zbrojny w Osetii Południowej i w Gruzji:
  -     - 7 sierpnia – Gruzja rozpoczęła działania zbrojne przeciw Osetii Południowej.
    - 8 sierpnia – Rosja ogłosiła istnienie wojny rosyjsko-gruzińskiej.
    - 9 sierpnia:
      - Gruzja na 15 dni wprowadziła stan wojenny.
      - rosyjskie samoloty zbombardowały rejon gruzińskiego miasta Gori, niedaleko granicy z Osetią Południową.
      - siły abchaskich separatystów zaatakowały kontrolowaną przez Gruzję część spornego strategicznego wąwozu Kodori.

    - 10 sierpnia – armia rosyjska przejmuje kontrolę nad Cchinwali, stolicą Osetii Południowej i rozpoczęła operację wojskową w kontrolowanej przez Gruzję części wąwozu Kodori; blokada gruzińskiego portu Poti.
    - 11 sierpnia – Rosjanie zajęli gruziński port Poti a kolumny pancerne wjechały do Gori.
    - 12 sierpnia:
      - Rosjanie zajęli wąwóz Kodori.
      - prezydent Rosji Dmitrij Miedwiediew zarządził wstrzymanie operacji wojskowej w Gruzji.

    - 13 sierpnia:
      - mimo zawieszenia broni, około 50 rosyjskich czołgów wjechało do miasta Gori.
      - prezydent Rosji Dmitrij Miedwiediew wprowadził jednodniową żałobę narodową dla uczczenia ofiar wojny w Osetii Południowej i Gruzji.
- 8 sierpnia:
  - w Pekinie rozpoczęły się Letnie Igrzyska Olimpijskie.
  - katastrofa kolejowa w czeskiej Studence – pociąg relacji Kraków-Praga uderzył w zawalony na tory wiadukt. Zginęło 7 osób, a 67 zostało rannych, w tym 13 ciężko.
- 15 sierpnia – w Liechtensteinie uruchomiono pierwszy krajowy kanał telewizyjny – 1FLTV.
- 18 sierpnia – prezydent Pakistanu Pervez Musharraf zrezygnował ze stanowiska.
- 19 sierpnia:
  - Operacja Enduring Freedom: 10 francuskich żołnierzy zginęło, a ponad 20 zostało rannych w bitwie z talibami pod Uzbin w Afganistanie.
  - z powodu udaru mózgu, zmarł w Paryżu prezydent Zambii, Levy Mwanawasa.
  - 48 osób zginęło w ataku kierowcy-samobójcy na akademię policyjną w Issers w Algierii.
- 20 sierpnia:
  - katastrofa lotu Spanair 5022 w porcie lotniczym Madryt-Barajas. Zginęły 154 osoby, 18 zostało ciężko rannych.
  - w Afganistanie wskutek wybuchu przydrożnej miny zginęło trzech polskich żołnierzy, a jeden został ciężko ranny.
- 21 sierpnia:
  - w zamachu bombowym w Wah w Pakistanie zginęło co najmniej 70 osób, a ponad 100 zostało rannych
  - somalijscy piraci uprowadzili trzy statki transportowe: niemiecki, irański i japoński[13].
- 22 sierpnia – ostrzelanie wiosek w Afganistanie przez siły ISAF, w wyniku czego zginęło 90 cywilów: 60 dzieci, 15 kobiet, 15 mężczyzn i oprócz tego 30 talibów
- 23 sierpnia:
  - nadal – starcia w indyjskiej Orisie między chrześcijanami a hindusami. Powodem walk jest wyparcie chrześcijan z regionu i nawracanie hindusów na chrześcijaństwo[14]; zginęło już 11 osób (stan na 27 sierpnia).
  - w Cardiff rusza trasa koncertowa Madonny The Sticky & Sweet Tour.
- 24 sierpnia:
  - zakończenie Igrzysk Olimpijskich w Pekinie.
  - w stolicy Kirgistanu Biszkeku rozbił się krótko po starcie wyczarterowany przez Iran Aseman Airlines kirgiski Boeing 737; zginęło 65 osób, a 25 zostało rannych.
- 25 sierpnia:
  - początek niszczycielskiej działalności huraganu Gustav.
  - początek kryzysu politycznego w Tajlandii spowodowane protestami opozycji wobec rządu Samaka Sundaraveja; zamieszki w Bangkoku; 11 ofiar.
- 25–31 sierpnia – w wyniku powodzi monsunowych w Indiach zginęło 88 ludzi, a od początku czerwca w powodziach życie straciło 785 ludzi[15]
- 26 sierpnia:
  - Rosja uznała niepodległość dwóch separatystycznych republik Gruzji, Osetii Południowej i Abchazji, poprzez podpisanie dekretu przez prezydenta Dmitrija Miedwiediewa.
  - uprowadzono Japończyka w Afganistanie, 27 sierpnia odnaleziono jego ciało.
  - w pakistańskiej prowincji Beludżystan podczas wiecu zbuntowanych plemion nastąpił wybuch bomby; kilkanaście ofiar.
- 27–28 sierpnia – starcia ISAF z talibami w prowincji Helmand. Zginęło ponad 100 talibów.
- 28 sierpnia – w Dolinie Swat w walkach zginęło 23 bojowników[16];
- 29 sierpnia – Gruzja zerwała stosunki dyplomatyczne z Rosją. Rosja zamknęła ambasadę w Tbilisi.
- 31 sierpnia – w Czechach wycofano z obiegu monetę o nominale 50 halerzy.

### Wrzesień
- 1 września:
  - nadzwyczajny szczyt UE ws. konfliktu w Gruzji.
  - iracka prowincja Al-Anbar przeszła w ręce sił irackich.
  - oko huraganu Gustav minęło o kilka km Nowy Orlean. Przymusowo ewakuowano mieszkańców Nowego Orleanu.
  - premier Japonii Yasuo Fukuda podał się do dymisji[17];
- 3 września:
  - somalijscy piraci porwali francuski statek[18];
  - wyparcie bojowników z Doliny Swat w Pakistanie
- 4 września – rozpoczęcie odbijania zakładników w Dolinie Swat po likwidacji ich ostatnich oddziałów
- 5 września:
  - sonda Rosetta przeleciała w odległości 800 km od planetoidy (2867) Šteins.
  - Nikaragua uznała niepodległość Osetii Południowej i Abchazji[19];
- 6 września:
  - Asif Ali Zardari został wybrany w wyborach prezydenckich, zdobywając 481 głosów z 702 możliwych (wymagane były 352 głosy).
  - w wyniku operacji ISAF w prowincji w afgańskiej Helmand zginęło 10 talibów i dwóch żołnierzy koalicji[20];
  - Polska wygrała Konkurs Tańca Eurowizji, pokonując reprezentację Rosji (2. miejsce) oraz Ukrainy (3. miejsce)[21];
  - co najmniej 35 osób zginęło w zamachu(inne języki) na posterunek policji w pakistańskim Peszawarze.
  - w Kairze wskutek zejścia lawiny skalnej zawaliło się 50 budynków, w tym 6-piętrowy dom mieszkalny; zginęło ponad 60 osób.
- 7 września:
  - światowy kryzys finansowy: wskutek kryzysu kredytów hipotecznych przedsiębiorstwa Fannie Mae (Federal National Mortgage Association) i Freddie Mac(inne języki) (Federal Home Loan Mortgage Corporation) zostały przejęte przez rząd USA wraz z gigantycznym długiem.
  - zamach w prowincji Kandahar, zginęło 8 cywilów.
- 9 września:
  - Asif Ali Zardari został zaprzysiężony na prezydenta Pakistanu[22];
  - premier Tajlandii Samak Sundaravej został usunięty ze stanowiska przez Sąd Konstytucyjny.
  - Rosja nawiązała stosunki dyplomatyczne z Abchazją i Osetią Południową.
- 10 września:
  - ruszył LHC (Wielki Zderzacz Hadronów)[23];
  - zamach w meczecie w północno-wschodnim Pakistanie;
  - Wielka Brytania i Włochy podpisały porozumienie ws. współpracy atomowej.
- 11 września – walki w afgańskiej miejscowości Kapisa, zginęło 7 talibów[24];
- 12 września:
  - Hugo Chávez wydalił ambasadora USA i odwołał swojego z Waszyngtonu[25];
  - krwawy zamach koło Bagdadu, zginęło 28 osób[26];
- 12–15 września – Benedykt XVI we Francji
- 13 września:
  - wybuch 5 bomb w Delhi. Zginęło 30 osób, 90 zostało rannych[27];
  - Rosjanie zaczęli opuszczać zajęte miasta Poti i Senaki[28];
  - w gwiazdozbiorze Erydanu zarejestrowano najodleglejszy (12,8 mld lat świetlnych) rozbłysk gamma.
- 14 września:
  - w katastrofie lotu Aerofłot 821 w pobliżu Permu (Rosja) zginęło 88 osób.
  - Ruch na Rzecz Wyzwolenia Delty Nigru(inne języki) (MEND) wypowiedział wojnę innym kampaniom naftowym i rządowi Nigerii[29];
- 15 września:
  - światowy kryzys finansowy: amerykański bank, oferujący głównie usługi finansowe dla przedsiębiorstw Lehman Brothers upadł. Jego aktywa wynosiły 691 mld dolarów, a zobowiązania niemal 800 mld dolarów.
  - w Stanach Zjednoczonych krach na giełdzie papierów wartościowych Wall Street w Nowym Jorku rozpoczął światowy kryzys finansowy.
  - światowy kryzys finansowy: bank inwestycyjny, Merrill Lynch, zostaje uratowany przez Bank of America.
  - polscy żołnierze oficjalnie rozpoczęli misję w Czadzie, osiągając pełną gotowość bojową[30];
  - zamach bombowy przeprowadzony przez kobietę w irackiej prowincji Dijala, zginęło ok. 20 osób, 30 rannych[31];
  - Generał Rasim Delić, były dowódca armii bośniackiej skazany przez ONZ na trzy lata za zbrodnie wojenne w Jugosławii[32];
  - Umiera Richard Wright, brytyjski muzyk rockowy, jeden z założycieli zespołu Pink Floyd
- 16 września:
  - w związku z kryzysem finansowym rząd USA zdecydował o przejęciu 80% akcji American International Group (AIG), w zamian za 85 miliardów dolarów przekazanych dla ratowania zagrożonego przedsiębiorstwa.
  - Generał Raymond Odierno objął dowództwo wojsk w Iraku, na tym stanowisku zastąpił Davida Petraeusa[33];
  - upadek koalicji rządzącej na Ukrainie
- 17 września:
  - światowy kryzys finansowy: w Wielkiej Brytanii bank Lloyds TSB przejmuje bank udzielający kredytów hipotecznych Halifax-Bank of Scotland.
  - Somchai Wongsawat został premierem Tajlandii od 9 września został p.o. premiera po ustąpieniu Samaka Sundaraveja[34];
  - Rosja podpisała pakt o przyjaźni z Abchazją i Osetią Południową[35];
  - wybuch walk we Wschodnich prowincjach Konga sił rządowych z rebeliantami generała Nkundy[36];
  - zamach na ambasadę USA w Jemenie. Zginęło 19 osób, a ponad 16 zostało rannych[37];
  - Międzynarodowa Unia Astronomiczna zakwalifikowała Haumeę jako piątą planetę karłowatą w Układzie Słonecznym.
  - Amerykanie zrezygnowali z budowy elementów tarczy antyrakietowej w Polsce i Czechach.
- 18 września:
  - siły ISAF zabiły gubernatora afgańskiej prowincji Oruzgan, ponieważ pomylili go z talibem[38];
  - 7 amerykańskich żołnierzy zginęło w katastrofie śmigłowca CH-47 Chinook w południowym Iraku.
- 19 września – uległ awarii Wielki Zderzacz Hadronów w ośrodku CERN pod Genewą. Naprawa trwała 14 miesięcy.
- 20 września:
  - krwawy zamach w Islamabadzie na hotel Marriott; zginęło 53 ludzi ok. 266 zostało rannych[39];
  - pożar w klubie nocnym w Shenzhen w Chinach; zginęły 43 osoby, 88 zostało rannych.
  - prezydent Południowej Afryki Thabo Mbeki ogłosił rezygnację ze stanowiska.
- 21 września:
  - Ehud Olmert zrezygnował z funkcji premiera Izraela[40];
  - MEND(inne języki) zadeklarował zawieszenie broni[41];
- 22 września – rebelianci zaatakowali Mogadiszu powodując śmierć 23 osób[42];
- 23 września:
  - Strzelanina w Kauhajoki: 10 osób zginęło a 3 zostały ranne w ataku szaleńca.
  - Pakistan zestrzelił bezzałogowy samolot USA po wkroczeniu w pakistańską przestrzeń powietrzną[43];
  - Gruzja zestrzeliła rosyjski bezzałogowy samolot nad Gori[44];
- 24 września:
  - Taro Aso został premierem Japonii[45];
  - 35 osób zginęło w zasadzce w Bakubie[46];
- 25 września:
  - rozpoczęła się trzecia chińska załogowa misja kosmiczna Shenzhou 7.
  - somalijscy piraci porwali ukraiński statek pod banderą Belize przewożący 30 czołgów T-72[47];
  - Pakistan otworzył ogień do armii amerykańsko-afgańskiej zbliżającej się do granicy Pakistanu[48];
  - Kgalema Motlanthe został wybrany na prezydenta RPA, zastępując na tym stanowisku Thabo Mbekiego.
- 26 września – były pilot myśliwski, Szwajcar Yves Rossy, w 12 minut przeleciał nad kanałem La Manche (35 km) na własnoręcznie wykonanym skrzydle odrzutowym, 3 razy szybciej niż w 1909 r. zrobił to Louis Bleriot.
- 27 września:
  - Zhai Zhigang jako pierwszy Chińczyk odbył spacer kosmiczny.
  - zamach bombowy w stolicy Syrii, Damaszku; 17 zabitych, 14 rannych[49];
- 28 września:
  - polski inżynier pracujący w Pakistanie został uprowadzony przez rebeliantów; przy porwaniu zabito dwóch kierowców i ochroniarza Polaka.
  - światowy kryzys finansowy: ofiarą kryzysu pada bank holendersko-belgijski Fortis, który zostaje częściowo znacjonalizowany (w Polsce: Fortis Bank Polska).
  - mieszkańcy Ekwadoru opowiedzieli się w referendum za zwiększeniem uprawnień prezydenta.
  - odbył się pierwszy udany start pierwszej prywatnej rakiety kosmicznej Falcon 1.
- 29 września:
  - uwolniono porwanych 19 września na południu Egiptu turystów, którzy byli przetrzymywani w Czadzie
  - światowy kryzys finansowy: czarny poniedziałek na Wall Street; indeks DJIA spadł o 778 punktów – był to największy jego spadek w historii, było związane to z odrzuceniem plan ratunkowego gospodarki Henry’ego Paulsona przez Izbę reprezentantów USA[50];
- 30 września – 249 pielgrzymów zostało zadeptanych, a ponad 400 rannych, w hinduistycznej świątyni w Jodhpur, w północno-wschodnich Indiach.

### Październik
- 1 października:
  - światowy kryzys finansowy: senat Stanów Zjednoczonych przyjął plan ratunkowy dla gospodarki USA[51];
  - rosyjski Sąd Najwyższy zrehabilitował cara Mikołaja II i jego rodzinę, zamordowanych przez bolszewików w 1918 roku.
- 2 października – nuklearne porozumienie USA i Indii[52];
- 3 października:
  - światowy kryzys finansowy: po odrzuceniu pierwszej wersji amerykański Kongres przyjmuje poprawiony plan Paulsona. 700 mld dolarów ma zostać przeznaczone na wykupienie toksycznych aktywów od amerykańskiego sektora finansowego.
  - wybuch bomby w Cchinwali; zginęło 6 żołnierzy rosyjskich[53];
- 4 października – zakończyła się misja Polskiego Kontyngentu Wojskowego w Iraku[54][55];
- 5 października:
  - trzęsienie w Kirgistanie o sile 6,3 w skali Richtera; zginęło 74 osoby, a 140 zostało rannych[56];
  - stłumione protesty w stolicy Mauretanii, Nawakszut przez rządzącą juntę wojskową[57];
- 6 października – światowy kryzys finansowy: rząd niemiecki ogłasza wart 50 mld euro plan ratowania banku Hypo Real Estate. Jego upadek miałby według ekspertów podobne konsekwencje do bankructwa Lehman Brothers.
- 7 października:
  - Meksyk dokonał ekstradycji byłego prezydenta Gwatemali Alfonsa Portillo[58];
  - Portugalia uznała niepodległość Kosowa;
  - w atmosferze Ziemi spaliła się planetoida 2008 TC3 – pierwsza planetoida wykryta przed kolizją z Ziemią.
- 8 października:
  - Islandia stanęła na skraju bankructwa; był to wynik globalnego kryzysu finansowego[59][60];
  - rosyjskie wojska wycofały się ze strefy buforowej w pobliżu granicy gruzińsko-abchaskiej[61];
  - katastrofa lotu Yeti Airlines 103: 18 osób zginęło, a jedna została ranna w Nepalu, w katastrofie samolotu pasażerskiego DHC-6 Twin Otter.
  - Mohamed Nasheed wygrał pierwsze demokratyczne wybory prezydenckie na Malediwach.
- 9 października:
  - niepodległość Kosowa uznały Czarnogóra i Macedonia[62];
  - podano raport ws. inflacji w Zimbabwe, która wynosi 231 000 000%[63];
  - Europejski Trybunał Praw Człowieka w Strasburgu, orzekł iż Polska nie będzie zadośćuczynić Niemcom za ziemie na Warmii i Mazurach[64];
- 9–11 października – krwawe walki ISAF z talibami w afgańskiej prowincji Helmand; zginęło 100 talibów[65];
- 10 października:
  - samobójczy zamach terrorystyczny w Okarazi w zachodnim Pakistanie; 30 zabitych ponad 100 rannych osób[66];
  - dekret Juszczenki dotyczący rozwiązania parlamentu ukraińskiego[67];
- 11 października:
  - trzęsienie ziemi na Kaukazie ok. 5,5 w skali Richtera[68];
  - USA usunęło Koreę Północną z listy krajów wspierających terroryzm[69];
- 12 października – przyjęcie europlanu ws. ratowania sektora bankowego[70];
- 14 października:
  - konflikt nad Ussuri: Rosja przekazała ChRL 340 km² spornego terytorium granicznego.
  - Konserwatywna Partia Kanady odniosła zwycięstwo w wyborach parlamentarnych.
  - Syria uznała niepodległość Libanu i nawiązała z nim stosunki dyplomatyczne.
  - zamieszki w Kolumbii między Indianami a miejscową policją; zginęła co najmniej 1 osoba, 50 rannych[71];
- 15 października:
  - starcia wojsk kambodżańskich z tajlandzkimi na pograniczu tych krajów; zginęło 2 żołnierzy Kambodży, wielu rannych po obu stronach[72];
  - urzędujący prezydent İlham Əliyev zwyciężył w wyborach prezydenckich w Azerbejdżanie.
- 17 października – nalot sił pakistańskich na pozycje talibski; zginęło 60 bojowników[73][74]
- 18 października – walki w Inguszetii; zginęło 50 rosyjskich żołnierzy[75];
- 19 października – kolejny nalot sił pakistańskich na talibów; tym razem zginęło 30 rebeliantów[76];
- 21 października – w Meksyku w wyniku walk dwóch grup gangsterskich zginęło 21 osób[77];
- 22 października:
  - Indie wystrzeliły swą pierwszą sondę kosmiczną Chandrayaan-1, której celem było zbadanie Księżyca.
  - w nalocie sił koalicji zginęło 9 afgańskich żołnierzy[78];
- 23 października:
  - francuscy marines aresztowali 8 somalijskich piratów
  - spotkanie Donalda Tuska z przewodniczącym ChRL Chin Hu Jintao[79];
  - zamach w Bagdadzie na konwój ministra transportu; 13 zabitych, 20 rannych, minister nie ucierpiał[80];
  - padła rekordowa suma we włoskim wydaniu lotka-SuperEnalotto; jedna osoba, która trafiła „szóstkę” wygrała 100 mln euro[81];
  - chiński dysydent Hu Jia został laureatem Nagrody Sacharowa, przyznawanej przez Parlament Europejski.
- 24–25 października – gwałtowna powódź w Jemenie; zginęło 41 osób[82];
- 26 października:
  - nalot sił amerykańskich na terytorium Syrii; 8 zabitych cywili[83];
  - 20 bojowników zginęło w wyniku amerykańskiego ostrzału na terytorium Pakistanu[84];
  - premier Gruzji Lado Gurgenidze został zdymisjonowany przez prezydenta Micheila Saakaszwilego[85];
- 27 października – okręty wojenne NATO dopłynęły do wybrzeży Somalii, aby chronić statki handlowe przed piratami[86];
- 29 października:
  - trzęsienie ziemi w zachodnim regionie Pakistanu; w trzęsieniu o sile 6,4 Richtera zginęło ok. 160 osób[87];
  - seria zamachów bombowych w Somalilandzie; 25 osób zabitych w tym 4 Etiopczyków, około 40 rannych[88];
  - przywódca rebeliantów w Demokratycznej Republice Konga Laurent Nkunda ogłosił jednostronne zawieszenie broni, oficjalnie by ochronić mieszkańców Gomy[89];
  - chińska rakieta wyniosła na orbitę pierwszego wenezuelskiego satelitę komunikacyjnego VENESAT-1.
- 30 października:
  - w indyjskim stanie Asam doszło do serii wybuchów bomb, które przeprowadzili mudżahedini; zginęło 76 osób[90];
  - zamach samobójczy w Kabulu przy budynku ministerstwo informacji i kultury; zginęło 5 osób, 12 rannych;
  - Polacy przejęli odpowiedzialność za afgańską prowincję Ghazni[91];
  - Rupiah Banda wygrał wybory prezydenckie w Zambii.
  - w przeprowadzonym przez ETA zamachu bombowym na terenie kampusu studenckiego Uniwersytetu Nawarry w Pampelunie rannych zostało 19 osób.
- 31 października:
  - zamach w Pakistanie na konwój policji w Mardanie; zginęło 4 osoby, 8 rannych[92];
  - nalot sił amerykańskich na terytorium Pakistanu; zginęło 27 bojowników w tym dowódca Al-Ka’idy w Pakistanie;
  - operacja ISAF w afgańskich prowincjach Chost i Kunar; zginęło co najmniej 17 talibów[93].

### Listopad
- 2 listopada – bombowy zamach w pakistańskim mieście Zalai; śmierć poniosło 8 Pakistańskich żołnierzy[94];
- 3 listopada – w Kabulu porwano Francuza, podczas akcji talibów zastrzelony został Afgańczyk[95];
- 4 listopada:
  - Wybory prezydenckie w USA[96]: Barack Obama został wybrany pierwszym czarnoskórym prezydentem USA.
  - wznowienie walk w kongijskiej prowincji Kiwu Północne między rebeliantami Nkundy a armią rządową po rozejmie z 29 października[89];
  - Johnson Toribiong został wybrany prezydentem Palau.
- 5–7 listopada – Bitwa o Kiwanja zakończyła się zdobyciem kontroli nad miastem przez rebeliantów[97];
- 6 listopada:
  - Jigme Khesar Namgyel Wangchuck został koronowany na władcę Bhutanu jako piąty reprezentant dynastii Wangchuck, stając się najmłodszym panującym monarchą na świecie[98];
  - w Osetii Północnej w mieście Władykaukaz doszło do zamachu bombowego; zginęło 11 osób, 33 ranne[99];
  - nalot w Waziristanie sił pakistańskich, na kryjówki talibów; zginęło 15 talibów[100];
  - dwa zamachy bombowe w Bagdadzie; zginęły 4 osoby, 7 rannych
  - Bitwa o Nyanzale. Armia rządowa DR Konga wycofała się po kilku godzinach walki
- 6–7 listopada – na Tajwanie w wyniku walk między opozycjonistami a policją rannych pozostało 200 osób[101];
- 7 listopada:
  - Borut Pahor został premierem Słowenii.
  - w Nairobi odbył się szczyt przywódców afrykańskich ws. wojny w DR Konga[102];
  - udany Atak na Kibati przez rebeliantów Nkundy.
- 8 listopada – indyjska sonda Chandrayaan-1 weszła na orbitę Księżyca.
- 9 listopada:
  - w afgańskiej prowincji Herat zginęło dwóch hiszpańskich żołnierz, trzeci został ranny, w wyniku ataku terrorystycznego[103];
  - trzej zamachowcy odpowiedzialni za zamachy na Bali (2002) zostali straceni przez rozstrzelanie.
- 10 listopada:
  - potrójne zamachy w Iraku, dwa w Bagdadzie i jeden w Bakubie; łącznie zginęło 32 osoby, a około 100 rannych[104];
  - Kurdowie z PPK zostali ostrzelani przez Turków w Iraku[105];
  - wybuch na granicy gruzińsko-osetyjskiej, zginęło dwóch milicjantów[106];
  - zamach na granicy osetyńsko-gruzińskiej; zginęły 2 osoby, trzy ranne.
- 11 listopada:
  - statek pasażerski RMS Queen Elizabeth 2 wypłynął w swój ostatni rejs.
  - Mohamed Nasheed został zaprzysiężony na urząd pierwszego demokratycznie wybranego prezydenta Malediwów.
- 12 listopada:
  - piraci somalijscy porwali turecki statek „Karagol” z 14-osobową załogą. Transportował do Mumbaju 4500 ton chemikaliów.
  - prezydent Sudanu Umar al-Baszir ogłosił jednostronne zawieszenie broni w prowincji Darfur[107][108];
  - eksplozja bomby w al-Nasir Square w Bagdadzie, zginęło 12 osób, 23 ranne
- 13 listopada:
  - w ataku zamachowca-samobójcy we wschodnim Afganistanie zginął żołnierz USA i 20 cywilów[109];
  - odcięcie dostaw żywności przez Izrael do Strefy Gazy. Tego dnia nie przepuszczono konwoju ONZ na przejściu granicznym Karem Shalom. Tym samym żadna pomoc humanitarna nie dotarła do Gazy od 8 listopada. Tego samego dnia Izrael zabronił wjazdu dziennikarzom do Gazy[110];
- 13–14 listopada – ostrzał terenów Izraela przez ugrupowania powiązane z Hamasem. P.o premiera Izraela Ehud Olmert ogłosił iż rozejm został złamany przez Palestyńskich bojowników.
- 14 listopada – w ramach misji indyjskiej sondy kosmicznej Chandrayaan-1 na Księżycu wylądował próbnik Moon Impact Probe.
- 15 listopada:
  - organizacja palestyńskich bojowników Ludowe Komitety Oporu podała, że grupa jej uzbrojonych bojowników, którzy zbliżali się do granicy palestyńsko-izraelskiej w pobliżu Beit Hanun, została zaatakowana z powietrza przez izraelskie wojsko. Tego samego dnia nastąpił wybuch w Strefie Gazy w którym zginął Palestyński bojownik
  - piraci somalijscy porwali tankowiec MV „Sirius Star” z 2 milionami baryłek ropy.
- 16 listopada:
  - zamach bombowy w irackiej prowincji Dijala w mieście Dżalawla. Zginęło 15 osób[111];
  - mediacja pokojowa w DR Konga między ONZ a Laurentem Nkundą, dowódcą rebeliantów[112];
  - zamach w prowincji w irackiej prowincji Dijala, zginęło 16 Irakijczyków
- 17 listopada:
  - Izrael czasowo otworzył przejście graniczne Karem Abu Salem dla ciężarówek wiozących pomoc humanitarną do Strefy Gazy. Według źródeł izraelskich – konwój liczący 33 samochody przekroczył granicę Gazy[113];
  - Szturm Rwindi zakończył się upadkiem miasta i pełnym zajęciem przez rebeliantów.
  - Nepalski Sąd Najwyższy nakazał legalizację małżeństw homoseksualnych.
- 18 listopada:
  - powstała strefa buforowa w pobliżu miast Kanyabayonga i Kiwanja.
  - potyczka między armią DR Konga a milicją Mai Mai pod Kanyabayonga.
- 19 listopada – John Key został premierem Nowej Zelandii.
- 21 listopada:
  - w stoczni w fińskim Turku zwodowano największy pasażerski statek świata MS „Oasis of the Seas”.
  - terrorystyczny zamach w Mogadiszu, zginęło 17 osób, zaś 6 zostało rannych.
- 23 listopada:
  - w pobliżu granicy gruzińsko-południowoosetyjskie nieznani sprawcy ostrzelali konwój, w którym jechali prezydenci Micheil Saakaszwili i Lech Kaczyński.
  - otwarto korytarz humanitarny dla cywilów w DR Konga w strefie buforowej.
- 24 listopada – zamach w Bagdadzie w samochodzie-pułapce przed ministerstwem handlu. Zginęło 13 osób. Ofiary to same kobiety, pracownice irackiego ministerstwa handlu, udające się do pracy[114];
- 25 listopada – na Grenlandii odbyło się referendum w sprawie poszerzenia autonomii wyspy.
- 26 listopada:
  - seria zamachów terrorystycznych w Mumbaju. Zginęło 195 osób, a ponad 300 zostało rannych. Walki do 29 listopada o uwolnienie zakładników wziętych przez terrorystów.
  - światowy kryzys finansowy: Unia Europejska ogłosiła, że jej państwa członkowskie przeznaczą w sumie prawie 200 mld euro na pobudzenie koniunktury i ratowanie miejsc pracy.
- 27 listopada – co najmniej cztery osoby zginęły w zamachu bombowym niedaleko ambasady USA w stolicy Afganistanu.[115]
- 28 listopada:
  - zamach w Bagdadzie, zginęło 11 osób, a 19 zostało rannych
  - siedem osób zginęło, czterech zostało rannych podczas zamachu terrorystycznego w Bannu(inne języki) w Waziristanie Północnym
- 29 listopada – w zamieszkach na tle religijnym pomiędzy chrześcijanami a muzułmanami w nigeryjskim mieście Jos zginęło blisko 400 osób, a kilkaset zostało rannych.
- 30 listopada:
  - w Rumunii odbyły się wybory parlamentarne.
  - w Watykanie premiera filmu Paolo VI Il Papa nella tempesta.

### Grudzień
- 1 grudnia:
  - Uroczyste zakończenie misji w Iraku przez Koreę Południową[116].
  - Zamach w Bagdadzie zginęło 15 osób[117].
- 2 grudnia:
  - Werner Faymann objął urząd kanclerza Austrii.
  - Chemiczny Ali po raz kolejny skazany na śmierć. Ostatnia rozprawa, podczas której został skazany, odbyła się 29 lutego 2008[118].
  - po kilkumiesięcznych protestach społecznych i rozwiązaniu przez Sąd Konstytucyjny rządzącej Partii Władzy Ludu podał się do dymisji premier Tajlandii Somchai Wongsawat.
- 3 grudnia:
  - lotniska w stolicy Tajlandii zostały uruchomione po blokadzie przez 2 tys. demonstrantów.
  - uwolnienie Francuza przez Talibów, porwanego 3 listopada 2008[119].
  - Somalijscy piraci zwolnili jemeński frachtowiec[120];
- 4 grudnia:
  - zamach w Faludży, zginęło 15 osób[121].
  - dwóch żołnierzy USA i 9 Irakijczyków zginęło w Mosulu w zamachu terrorystycznym[122].
- 5 grudnia:
  - zamach bombowy w Peszawarze, zginęło ponad 35 osób[123].
  - były amerykański futbolista i aktor O.J. Simpson został skazany za zbrojny napad i porwanie na 33 lata pozbawienia wolności, z możliwością warunkowego zwolnienia po odbyciu co najmniej 9 lat orzeczonej kary.
- 6 grudnia:
  - Początek zamieszek w Grecji po zabójstwie 15-letniego anarchisty[124];
- 7 grudnia:
  - ponad 150 ciężarówek z zaopatrzeniem dla wojsk amerykańskich w Afganistanie zostało spalonych w ataku grupy zbrojnej na terminal pod Peszawarem w Pakistanie.
- 8 grudnia:
  - Polak został ranny w Afganistanie[125]
  - Początek unijnej misji na wodach somalijskich – operacja Atalanta[126];
- 9 grudnia:
  - Początek unijnej misji EULEX w Kosowie[127];
  - Gubernator stanu Illinois, Rod Blagojevich, został aresztowany pod zarzutem korupcji.
- 10 grudnia:
  - Strajk generalny w Grecji[128];
  - Nalot USA w prowincji Zabul na posterunek policji, zginęło 7 osób[129];
- 11 grudnia:
  - samobójczy zamach w irackim Kirkuku, zginęło 55 osób[130].
  - amerykański finansista Bernard Madoff został aresztowany przez FBI pod zarzutem wielomiliardowych nadużyć finansowych.
- 12 grudnia:
  - walki w afgańskich prowincjach Helmand i Zabul. Zginęło 4 Brytyjczyków i 6 talibów[131];
  - Szwajcaria przystąpiła do układu z Schengen.
- 13 grudnia:
  - wojska rosyjskie wtargnęły do gruzińskiej wioski Perewi[132];
  - wybuch 8 bomb w Atenach podczas zamieszek w Grecji. Nikt nie ucierpiał[133];
  - w Johannesburgu Rosjanka Ksenia Suchinowa zdobyła tytuł Miss Świata.
- 14 grudnia:
  - w czasie swej pożegnalnej wizyty w Bagdadzie prezydent USA George W. Bush został nieomal trafiony butami przez irackiego dziennikarza Muntadhara al-Zaidi.
  - katastrofa drogowa w Egipcie. Zginęło 55 osób w wypadku autokaru[134];
- 15 grudnia:
  - Strajk kolejarzy na Węgrzech;
  - Abhisit Vejjajiva został nowym premierem Tajlandii[135];
  - Dziesięć krajów ASEAN ratyfikowały Kartę ASEAN;
- 16 grudnia:
  - światowy kryzys finansowy: amerykański bank centralny obniża podstawową stopę procentową do poziomu 0,25% – najniższego w historii.
  - Turecki ostrzał z powietrza na bazy Kurdów w Iraku;
  - Bitwa pod Kilinochchi, między tamilami a wojskami lankijskimi. Zginęło 145 osób[136];
- 17 grudnia:
  - nocne walki w Czeczenii pod miejscowością Argun; 2 zabitych i 6 rannych[137];
- 19 grudnia:
  - Koniec rozejmu w konflikcie izraelsko-palestyńskim[138];
  - premier Belgii Yves Leterme podał się do dymisji[139];
- 20 grudnia – Boliwia zadeklarowała, że jest wolna od analfabetyzmu.
- 22 grudnia – Emil Boc został premierem Rumunii.
- 23 grudnia:
  - przejęcie władzę przez wojsko w Gwinei, po śmierci dotychczasowego dyktatora Lansany Conté[140]
- 24 grudnia:
  - w Eupatorii (Ukraina) w wyniku wybuchu gazu zginęło co najmniej 27 osób.
  - zamach w Bagdadzie. Zginęły 4 osoby;
  - szef junty wojskowej, która poprzedniego dnia dokonała zamachu stanu w Gwinei, kapitan Moussa Dadis Camara ogłosił się prezydentem.
- 24–26 grudnia
  - Intensywny ostrzał Izraela, przez Hamas. Na terytorium Izraela spadło około 100 rakiet[141];
- 25 grudnia:
  - początek przemieszczania się wojsk Pakistańskich na granicę indyjską[142];
- 27 grudnia:
  - zamach w Bagdadzie. Zginęło 22 ludzi zginęło a 54 zostało rannych[143];
  - początek ofensywy wojsk izraelskich w Gazie. W wyniku bombardowania zginęło ok. 300 Palestyńczyków (głównie działaczy Hamasu), a ok. 900 osób odniosło rany[144];
  - zamach w Kolombo, 5 osób zginęło, a 15 poniosło rany[145];
- 28 grudnia:
  - John Atta-Mills zwyciężył w II turze wyborów prezydenckich w Ghanie.
  - zamach w afgańskim mieście Chost pod rządowym budynkiem. Zginęło 7 osób, 36 zostało rannych[146];
  - zamach bombowy w jednym w lokali wyborczych w Waziristanie. Zginęło 22 osób, 14 odniosły rany[147];
- 29 grudnia:
  - prezydent Somalii Abdullahi Yusuf podał się do dymisji;
- 30 grudnia:
  - Herman Van Rompuy został premierem Belgii.
  - nowy premier Tajlandii Abhisit Vejjajiva wygłosił we wtorek exposé, mimo kolejnej serii protestów[148].
- 31 grudnia – Chiny i Wietnam zakończyły demarkację wspólnej granicy.

## Wydarzenia sportowe

### Styczeń
- styczeń – odbyły się Mistrzostwa Europy w piłce ręcznej w Norwegii.
- 4 stycznia – z powodu zagrożenia terrorystycznego odwołano Rajd Dakar 2008.
- 5 stycznia – Tomasz Sikora wygrał zawody PŚ w Biathlonie w konkurencji sprintu na 10 km.
- 6 stycznia – Janne Ahonen wygrał Turniej Czterech Skoczni.
- 7–10 stycznia – turniej kwalifikacyjny do Igrzysk Olimpijskich w siatkówce mężczyzn w Izmirze, udział reprezentacji Polski.
- 11 stycznia – amerykańska lekkoatletka Marion Jones, oskarżona o składanie fałszywych zeznań w sprawie własnej afery dopingowej, została skazana na pół roku pozbawienia wolności.
- 15–20 stycznia – Europejski Turniej Kwalifikacyjny w piłce siatkowej kobiet do Igrzysk Olimpijskich 2008 w siatkówce kobiet w Halle z udziałem reprezentantek Polski.
- 21–27 stycznia – Mistrzostwa Europy w łyżwiarstwie figurowym w Zagrzebiu.

### Luty
- 8–17 lutego – Mistrzostwa Świata w biathlonie w Ostersundzie.
- 23 lutego – Gregor Schlierenzauer został Mistrzem Świata w Lotach Narciarskich w Oberstdorfie. Drugi był Martin Koch, a trzecie miejsce zajął Janne Ahonen.
- 24 lutego – reprezentacja Austrii w skokach narciarskich, w składzie: Martin Koch, Thomas Morgenstern, Andreas Kofler i Gregor Schlierenzauer, zdobyła drużynowe Mistrzostwo Świata w Lotach Narciarskich w Oberstdorfie.

### Marzec
- 9 marca – Tomasz Sikora wygrał zawody o PŚ w Biathlonie w rosyjskim Chanty-Mansijsku w konkurencji biegu ze startu wspólnego.
- 11 marca – Hannu Lepistö został odwołany z funkcji trenera polskich skoczków narciarskich.
- 16 marca – Thomas Morgenstern wygrał Puchar Świata w skokach narciarskich.
- 16–23 marca – Mistrzostwa Świata w łyżwiarstwie figurowym w Göteborgu.
- 26 marca – Janne Ahonen zakończył karierę sportową.
- 29–30 marca – turniej finałowy Ligi Mistrzów w siatkówce mężczyzn w Łodzi.

### Kwiecień
- 17 kwietnia:
  - odbył się historyczny, pierwszy mecz lacrosse w Polsce pomiędzy Wrocławiem a Poznaniem, zakończony remisem 5:5.
  - zawodnik Legii Warszawa Roger Guerreiro otrzymał polskie obywatelstwo.

### Maj
- 14 maja:
  - Zenit Petersburg zdobył puchar UEFA wygrywając z Rangers 2:0.
  - Justine Henin zakończyła karierę.
- 17–25 maja – Światowy Turniej Kwalifikacyjny w piłce siatkowej kobiet do Igrzysk Olimpijskich 2008 w Japonii; awans Polski.
- 18 maja – finał mistrzostw świata w hokeju na lodzie: mecz Kanada – Rosja 4:5 po dogrywce.
- 21/22 maja – Moskwa: mecz finałowy Ligi Mistrzów sezonu 2007/2008 Manchester United – Chelsea F.C. 1:1, karne 6:5.
- 26 maja – mecz piłkarski Polska – Macedonia 1:1.
- 27 maja – mecz piłkarski Polska – Albania 1:0.
- 28 maja – selekcjoner Leo Beenhakker ogłosił skład reprezentacji Polski na Mistrzostwa Europy w Piłce Nożnej w Austrii i Szwajcarii.
- 30 maja–1 czerwca:
  - turniej kwalifikacyjny do igrzysk olimpijskich siatkarzy w Espinho; mecze reprezentacji Polski: z Portoryko 3:0, z Indonezją 3:0, z Portugalią 3:0; awans Polski
  - turniej kwalifikacyjny do igrzysk olimpijskich piłkarzy ręcznych we Wrocławiu: mecze reprezentacji Polski: ze Szwecją 22:22, z Islandią, z Argentyną; awans Polski i Islandii
- 31 maja – Usain Bolt z Jamajki podczas mityngu w Nowym Jorku ustanowił ówczesny rekord świata w biegu na 100 m – 9,72 s.

### Czerwiec
- 7 czerwca – Ana Ivanović pokonując Dinarę Safinę zwyciężyła w turnieju tenisowym French Open
- 7–29 czerwca – XIII Mistrzostw Europy w piłce nożnej w Szwajcarii i Austrii. Mecze reprezentacji Polski:
  - 8 czerwca – Klagenfurt, mecz Polska – Niemcy 0:2.
  - 12 czerwca – Wiedeń, mecz Polska – Austria 1:1.
  - 16 czerwca – w Klagenfurt Polska przegrała z Chorwacją 0:1 w swym trzecim meczu grupowym na piłkarskich Mistrzostwach Europy w Austrii i Szwajcarii i odpadła z turnieju.
- 8 czerwca:
  - Robert Kubica jako pierwszy Polak w historii wygrał wyścig Formuły 1 – GP Kanady 2008.
  - Rafael Nadal pokonując Rogera Federera zwyciężył w turnieju tenisowym French Open.
- 16 czerwca – Tiger Woods został mistrzem świata w golfie.
- 29 czerwca – Finał Mistrzostw Europy w piłce nożnej, zwycięstwo Hiszpanii z Niemcami 1:0.

### Lipiec
- 5–27 lipca – 95. Tour de France.
- 6 lipca – Venus Williams wygrała Wimbledon
- 8–13 lipca – Mistrzostwa świata w lekkoatletyce juniorów 2008 w Bydgoszczy.
- 11 lipca – Zbigniew Drzymała wycofuje się ze sponsorowania polskiej piłki nożnej.

### Sierpień
- 8–24 sierpnia – XXIX Letnie Igrzyska Olimpijskie w Pekinie:
  - 15 sierpnia:
    - srebrny medal drużyny polskich szpadzistów.
    - złoty medal Tomasza Majewskiego w pchnięciu kulą.

  - 16 sierpnia – rekord świata 9,69 sek. Usaina Bolta w biegu na 100 metrów.
  - 17 sierpnia:
    - złoty medal załogi wioślarskiej – czwórka podwójna bez sternika.
    - srebrny medal załogi wioślarskiej – czwórka bez sternika wagi lekkiej.
    - srebrny medal Szymona Kołeckiego w podnoszeniu ciężarów (do 94 kg).
    - brązowy medal Agnieszki Wieszczek w zapasach (do 72 kg).
    - Michael Phelps zdobył 8. złoty medal olimpijski podczas trwających igrzysk i 16. medal olimpijski w karierze.

  - 18 sierpnia – złoty medal Leszka Blanika w gimnastyce sportowej.
  - 19 sierpnia – srebrny medal Piotra Małachowskiego w rzucie dyskiem.
  - 20 sierpnia – rekord świata 19,30 sek. Usaina Bolta w biegu na 200 metrów; „Czarna środa” sportów zespołowych z Polski w Pekinie. Porażka piłkarzy ręcznych, oraz siatkarzy 2:3 w ćwierćfinale z Włochami.
  - 23 sierpnia:
    - srebrny medal Mai Włoszczowskiej w kolarstwie górskim.
    - srebrny medal załogi kajakarskiej – wyścig K2 na dystansie 500 metrów.

  - 24 sierpnia:
    - siatkarze USA zostali mistrzami olimpijskimi. W finale Amerykanie pokonali obrońców tytułu z Aten Brazylię 3:1; Rosja pokonała Włochów w walce o 3. miejsce na podium siatkarzy.
    - Chiny wygrały tabelę medalową igrzysk.
- 20 sierpnia – Lwów, mecz piłkarski  Ukraina –  Polska 1:0.
- 29 sierpnia – Jizhong Wei został prezydentem FIVB.
- 30 sierpnia – na Wielkiej Krokwi rozegrano 2 konkursy Letniego Grand Prix w Skokach Narciarskich.

### Wrzesień
- 2–7 września – Mistrzostwa Europy w kolarstwie torowym na Olimpijskim Torze Kolarskim w Pruszkowie.
- 6 września – mecz piłkarski, el. MŚ 2010  Polska –  Słowenia 1:1.
- 6–17 września – Paraolimpiada 2008. Polacy zdobyli 30 medali.
- 10 września – mecz piłkarski, el. MŚ 2010  San Marino –  Polska 0:2
- 14 września – Mariusz Pudzianowski zdobył piąty tytuł mistrza świata Strong Man, stając się najbardziej utytułowanym zawodnikiem tego sportu.
- 14–20 września – 65. Tour de Pologne.
- 28 września – Etiopczyk Haile Gebrselassie ustanowił w Berlinie rekord świata w biegu maratońskim (2:03:59).

### Październik
- 10 października – rozpoczęto sezon Plus Ligi Siatkarzy i Siatkarek.
- 11 października – mecz piłkarski, el. MŚ 2010  Polska –  Czechy 2:1.
- 15 października – mecz piłkarski, el. MŚ 2010 Polska –  Słowacja 1:2.
- 18 października – Tomasz Gollob na trzecim miejscu w zakończonych zawodach w GP na żużlu.
- 25 października – Jelena Janković wygrała ranking WTA Tour.
- 25–26 października – World Series of Snooker w Warszawie.
- 27 października:
  - Grant Hackett australijski pływak ogłosił zakończenie sportowej kariery.
  - Mirosław Przedpełski został ponownie wybrany na prezesa PZPS.
- 28 października – wystartował 63. sezon NBA.
- 29 października – trenerem Reprezentacji Argentyny w piłce nożnej został były piłkarz, Diego Maradona.
- 30 października:
  - Grzegorz Lato został wybrany na nowego prezesa Polskiego Związku Piłki Nożnej.
  - Aleksandr Tichonow zrezygnował z funkcji prezydenta Międzynarodowej Unii Biathlonu (IBU)

### Listopad
- 2 listopada:
  - Sébastien Loeb został po raz piąty z rzędu mistrzem świata w rajdach samochodowych.
  - Lewis Hamilton został najmłodszym mistrzem świata Formuły 1 w wieku 23 lat. Robert Kubica zajął 4. miejsce w klasyfikacji generalnej.

### Grudzień
- 11 grudnia:
  - Tomasz Adamek został mistrzem świata kategorii IBF w wadze junior ciężkiej, pokonując Steve’a Cunninghama.
  - kajakarz Adam Seroczyński został zdyskwalifikowany przez Międzynarodowy Komitet Olimpijski i pozbawiony czwartego miejsca w kajakowym wyścigu K2 na Igrzyskach Olimpijskich w Pekinie.

## Dane statystyczne
- Globalna temperatura: 14,31 st. C (dziesiąty lub jedenasty najcieplejszy rok w historii pomiarów)[149]
- Ludność świata: 6,707 mld[150]
- Stopa bezrobocia w Polsce (koniec czerwca): 9,4%[151]
- Stopa bezrobocia w Polsce (koniec grudnia): 9,5%[151]
- Stopa inflacji w Polsce: 4,2%[152]

## Urodzili się
- 4 stycznia  – Tina Erzar, słoweńska skoczkini narciarska
- 29 lutego – Reiyo Matsumoto, japońska modelka i aktorka
- 13 marca  – Sara Pokorny, austriacka skoczkini narciarska
- 16 kwietnia – Eleonora, księżniczka belgijska
- 28 kwietnia – Maciej Gładysz, polski kierowca wyścigowy
- 10 czerwca – Sara James, polska piosenkarka, kompozytorka pochodzenia nigeryjskiego
- 7 lipca - Emerson Jones, australijska tenisistka
- 8 lipca – Ako Yumigeta, japońska piosenkarka
- 12 lipca – Sky Brown, brytyjsko-japońska skateboardzistka, surferka
- 17 września – Mia Talerico, amerykańska aktorka
- 29 września – Emma Tallulah Behn, członkini norweskiej rodziny królewskiej
- 2 października – Nera Tiebwa, kiribatyjska judoczka
- 2 listopada – Liliana Lewińska, polska gimnastyczka artystyczna

## Zdarzenia astronomiczne
- 3 stycznia – Ziemia najbliżej Słońca: 147,097 mln km
- 30 stycznia – z prawdopodobieństwem 1 do 10 000 asteroida 2007 WD5 mogła uderzyć w planetę Mars[153]
- 7 lutego – obrączkowe zaćmienie Słońca (Saros 121). Ponad połowa pasa zaćmienia przebiegła ponad wodą, a w przypadku części biegnącej nad lądem (Antarktyda). Jedynym zamieszkanym miejscem na tej trasie była rosyjska stacja badawcza Rosyjskaja, gdzie faza obrączkowa trwała dwie minuty 8 sekund. Zaćmienie częściowe było widoczne w Nowej Zelandii, południowo-wschodniej Australii i na kilku wyspach południowego Pacyfiku[154].
- 21 lutego – całkowite zaćmienie Księżyca; widoczne w Polsce
- 4 lipca – Ziemia najdalej Słońca: 152,104 mln km
- 1 sierpnia – całkowite zaćmienie Słońca, w Polsce częściowe, do 42%
- 16 sierpnia – częściowe zaćmienie Księżyca: 81%; widoczne w Polsce
- 1 grudnia – zakrycie Wenus przez Księżyc. Kolejne wystąpi 1 kwietnia 2044 roku
- 12 grudnia – Księżyc najbliżej Ziemi: 356 569 km
- 26 grudnia – Księżyc najdalej Ziemi: 406 597 km
- 31 grudnia – do ostatniej minuty roku 2008 dodano 1 sekundę korygując czas uniwersalny

## Nagrody Nobla
- z fizyki – Yoichiro Nambu, Makoto Kobayashi, Toshihide Masukawa
- z chemii – Osamu Shimomura, Martin Chalfie, Roger Tsien
- z medycyny – Harald zur Hausen, Françoise Barré-Sinoussi, Luc Montagnier
- z literatury – Jean-Marie Gustave Le Clézio
- nagroda pokojowa – Martti Ahtisaari
- z ekonomii – Paul Krugman

## Święta ruchome
- Tłusty czwartek: 31 stycznia
- Ostatki: 5 lutego
- Popielec: 6 lutego
- Nowy Rok według kalendarza chińskiego (rok szczura): 7 lutego
- Niedziela Palmowa: 16 marca
- Wielki Czwartek: 20 marca
- Wielki Piątek: 21 marca
- Wielka Sobota: 22 marca
- Wielkanoc: 23 marca
- Poniedziałek Wielkanocny: 24 marca
- Holi: 22 marca
- Pamiątka śmierci Jezusa Chrystusa: 22 marca
- Pesach: 20 kwietnia
- Wielkanoc (prawosławna): 27 kwietnia
- Wniebowstąpienie Pańskie: 1 maja (w Kościele katolickim obchodzone 4 maja)
- Zesłanie Ducha Świętego: 11 maja
- Boże Ciało: 22 maja
- Jom Kipur: 9 października
- Chanuka: 21 grudnia